# あまちゃん
『あまちゃん』は、2013年度（平成25年度）前期放送のNHK「連続テレビ小説」第88作で、2013年4月1日から9月28日まで放送されたテレビドラマ。

## 企画・制作
NHKが2012年（平成24年）6月4日の記者発表で概要を明らかにした。宮藤官九郎の脚本によるオリジナルストーリーで、宮藤がNHKで脚本を手がけるのは、連続テレビ小説以外も含め初めてである。
ヒロインの天野アキ役に起用されるのは能年玲奈で、同年7月26日に記者会見が開かれて発表された。東京制作の連続テレビ小説では、『つばさ』以来4年ぶりにオーディションを実施し、1,953人の中から選ばれたもので、能年は初めてのドラマ主演となる。
第1部（第1週 - 第12週）では、東北地方・岩手県三陸海岸沿いにある架空の町・北三陸市を舞台に、東京の女子高生・アキが夏休みに母の故郷である北三陸に行き、祖母の後を追って海女となるが、思いがけないことから人気を得て地元のアイドルになる姿が描かれた。第2部の前半（第13週 - 第22週）では、アキが地元アイドルたちを集めたアイドルグループのメンバーとしてスカウトされ、東京に戻りアイドルになるために奮闘する姿が描かれ、後半（第23週 - 最終週）では、現実世界で2011年（平成23年）3月11日に発生した東日本大震災（東北地方太平洋沖地震）を劇内出来事として扱い、アキが北三陸に再び戻り地元のアイドルとして復興に携わる姿が描かれた。なお、ドラマタイトルの『あまちゃん』には、「海女さん」の意味と「人生の甘えん坊（甘ちゃん）だったヒロインの成長を描く」という意味が込められているという。
アキ（能年）以外の主要キャストについては、2012年9月6日の記者発表で第1部「故郷編」（第72回以前）の主要キャスト（アキの親族と北三陸の人々）が、翌2013年1月18日の記者発表で第2部「東京編」（第73回以降）の主要キャストが明らかになった。2012年10月18日に岩手県久慈市でクランクイン、翌2013年（平成25年）6月18日に最終回の第一稿が書き終わり、8月1日にクランクアップした。

### 企画の経緯
番組タイトル発表時の記者会見や放送前後に行われた宮藤への複数のインタビューによると、本作の発想の核になっているのは「小さな田舎の、地元アイドルによる村おこし」だという。宮藤も東北（宮城県）出身であるが、宮藤自身は最初から東北を題材に描こうと思ったわけではなく、具体的な題材を探す中で岩手県久慈市・小袖海岸の「北限の海女」や、三陸鉄道北リアス線を使った町おこしなどの存在を知り、2011年11月に宮藤・井上ら4名で久慈市を取材。このとき宮藤は「僕から見ると豊富にネタがあるけど、町の人はそれを当たり前に思っている感覚がいい」と感じ、さらに現地の琥珀掘りの人が「1984年から掘っている」ということから“1984年→アイドル全盛期”という発想により田舎とアイドルが具体的に結びつけられ、そこからドラマの輪郭が一気に立ち上がったとのこと。このような経緯もあり、舞台こそ架空の町だが、久慈市で主なロケが行われるとともに、ストーリーの随所に久慈市周辺を題材とした舞台設定がちりばめられている。
また、東日本大震災を描くことについては、執筆前の時点で宮藤は「震災をフィクションの中に入れることは抵抗があった」とする一方で「（震災の話題を）やらないのも嘘、それだけをやるのも嘘」と語り、執筆後には「（震災なしで書くのもありかもとは）思えなかった」「地震までの回でずっと積み上げてきたものが、自分で思っていたよりも揺るぎなかった」と述べている。

### ロケ地など

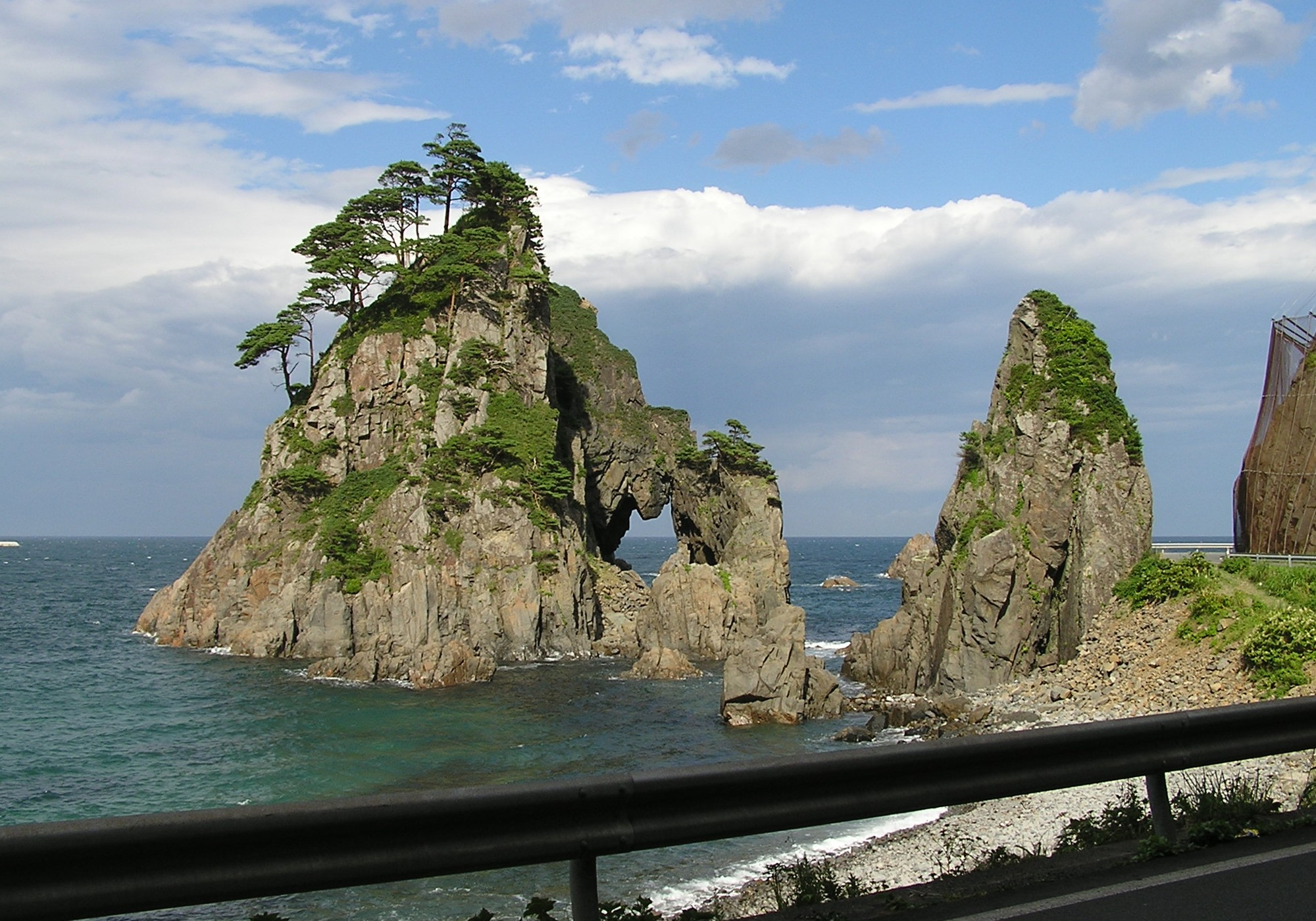
故郷編ロケ地・久慈市小袖海岸
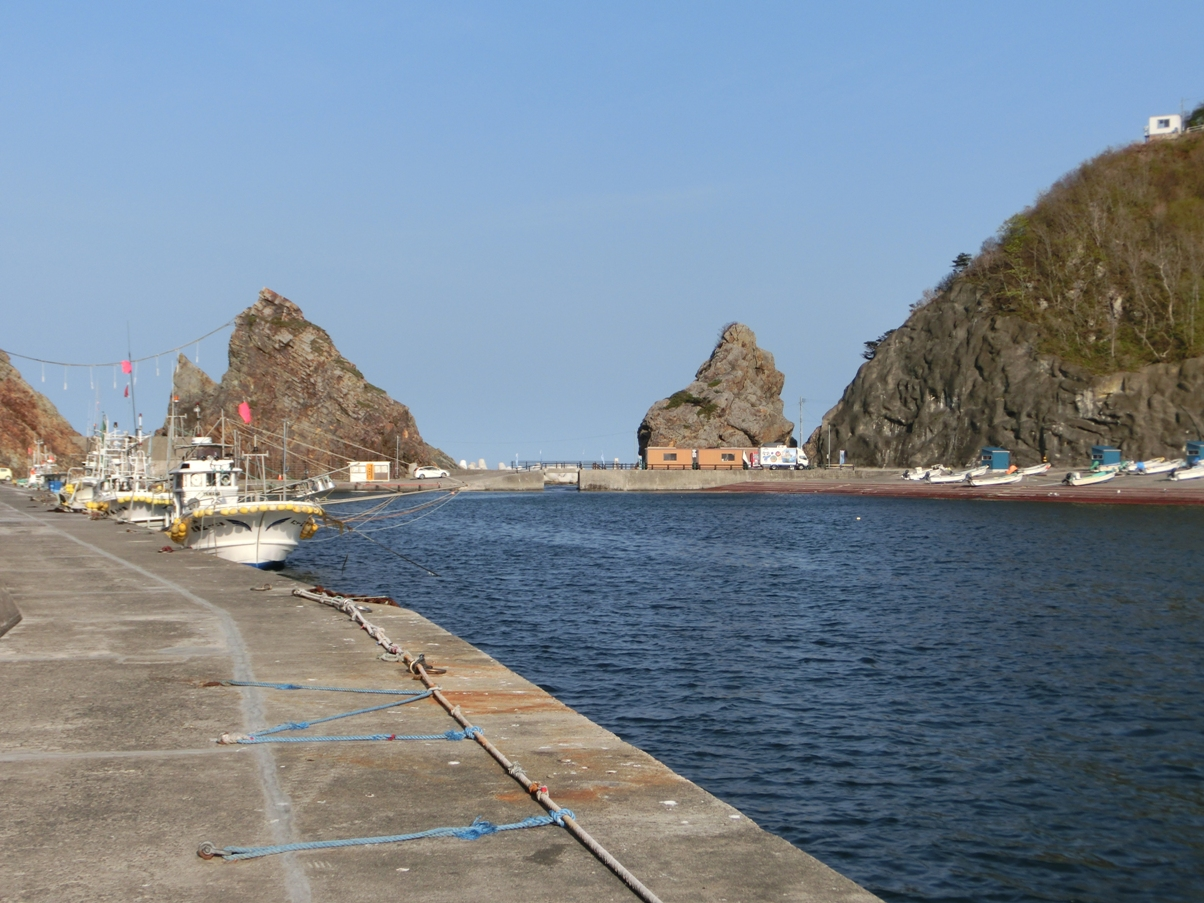
小袖海岸の小袖漁港（袖が浜地区ロケ地）
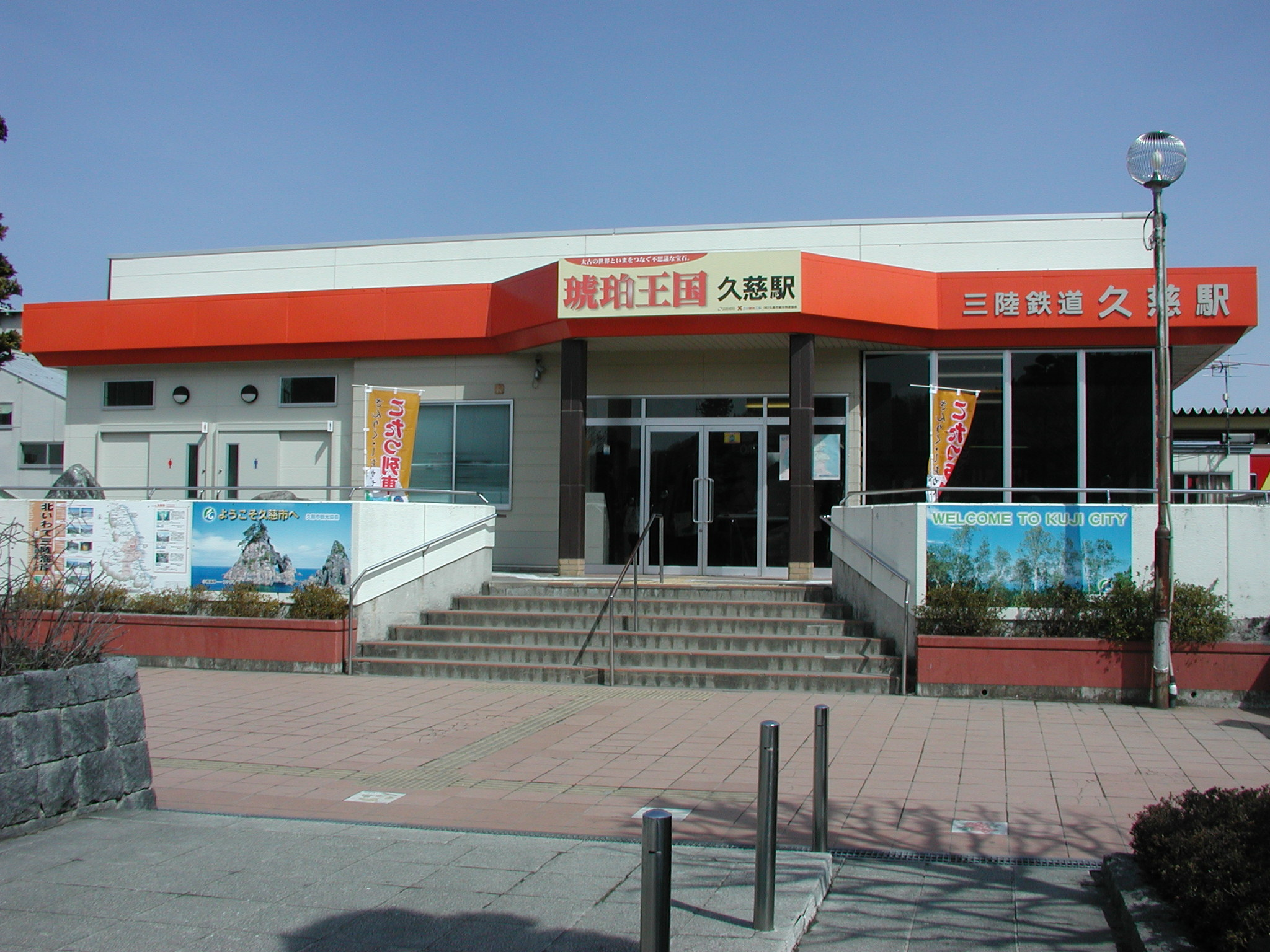
三陸鉄道久慈駅（北三陸鉄道北三陸駅ロケ地）
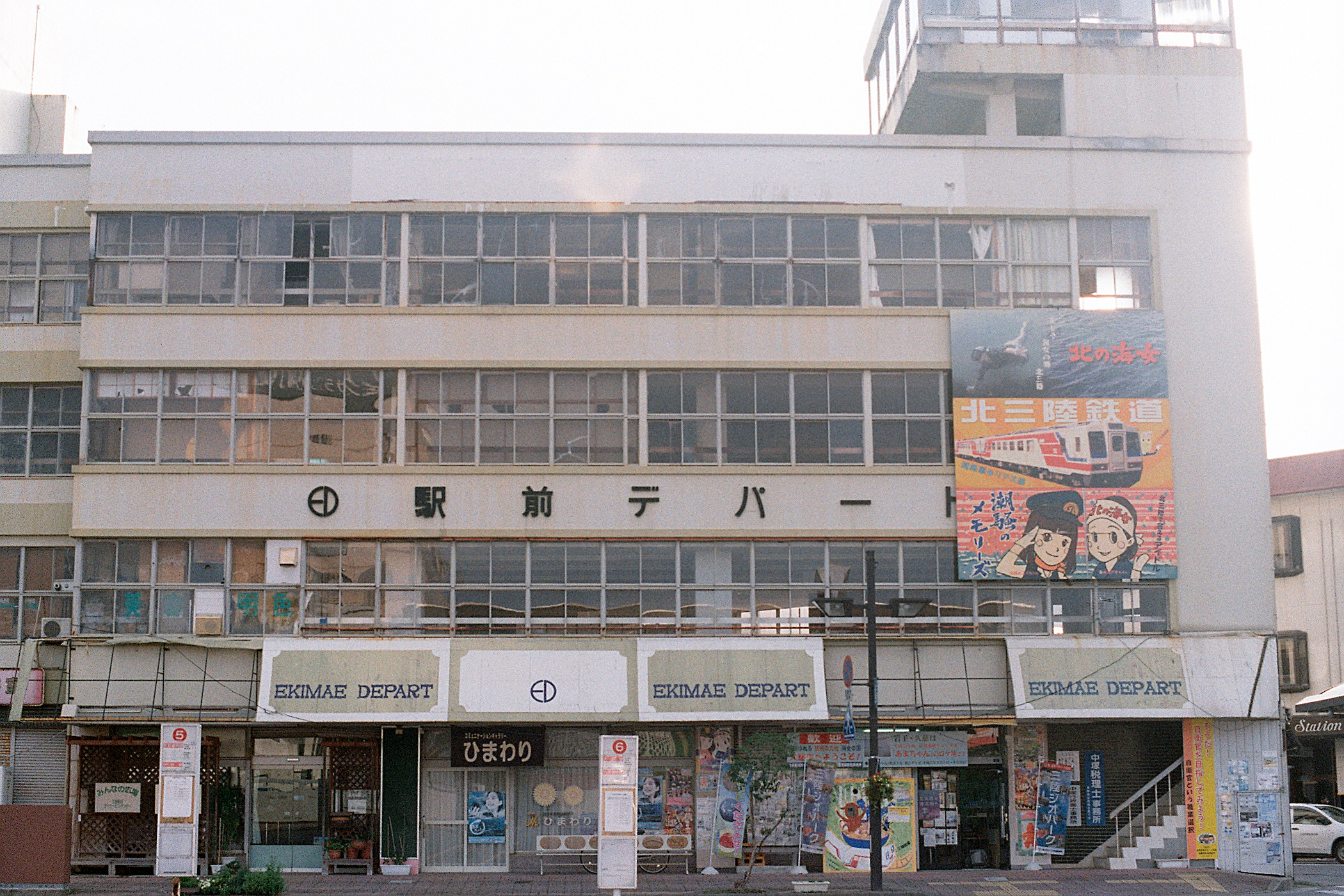
久慈駅前デパート・撮影に使用された看板を掲示中（観光協会外観ロケ地）
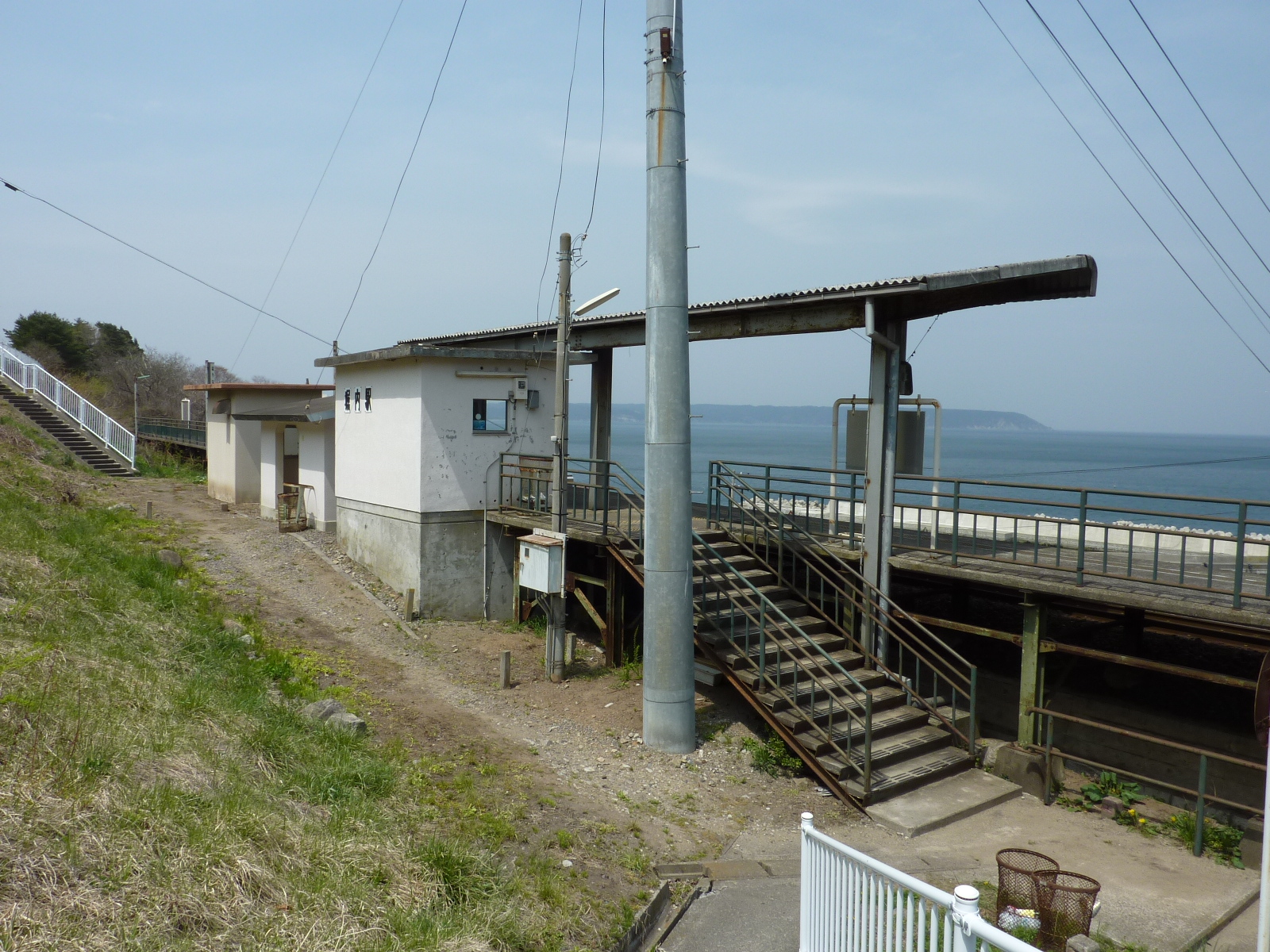
三陸鉄道堀内駅（北三陸鉄道袖が浜駅ロケ地）
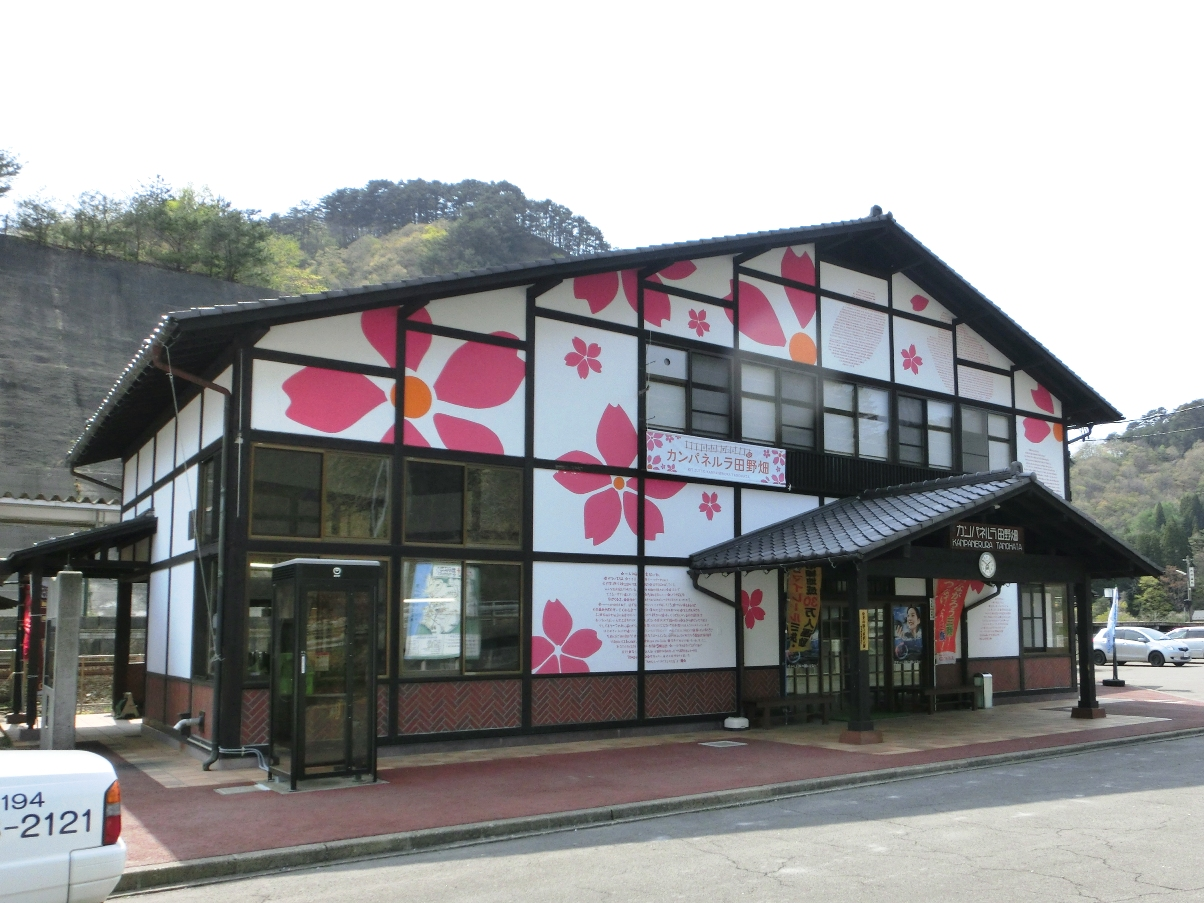
三陸鉄道田野畑駅（北三陸鉄道畑野駅ロケ地）
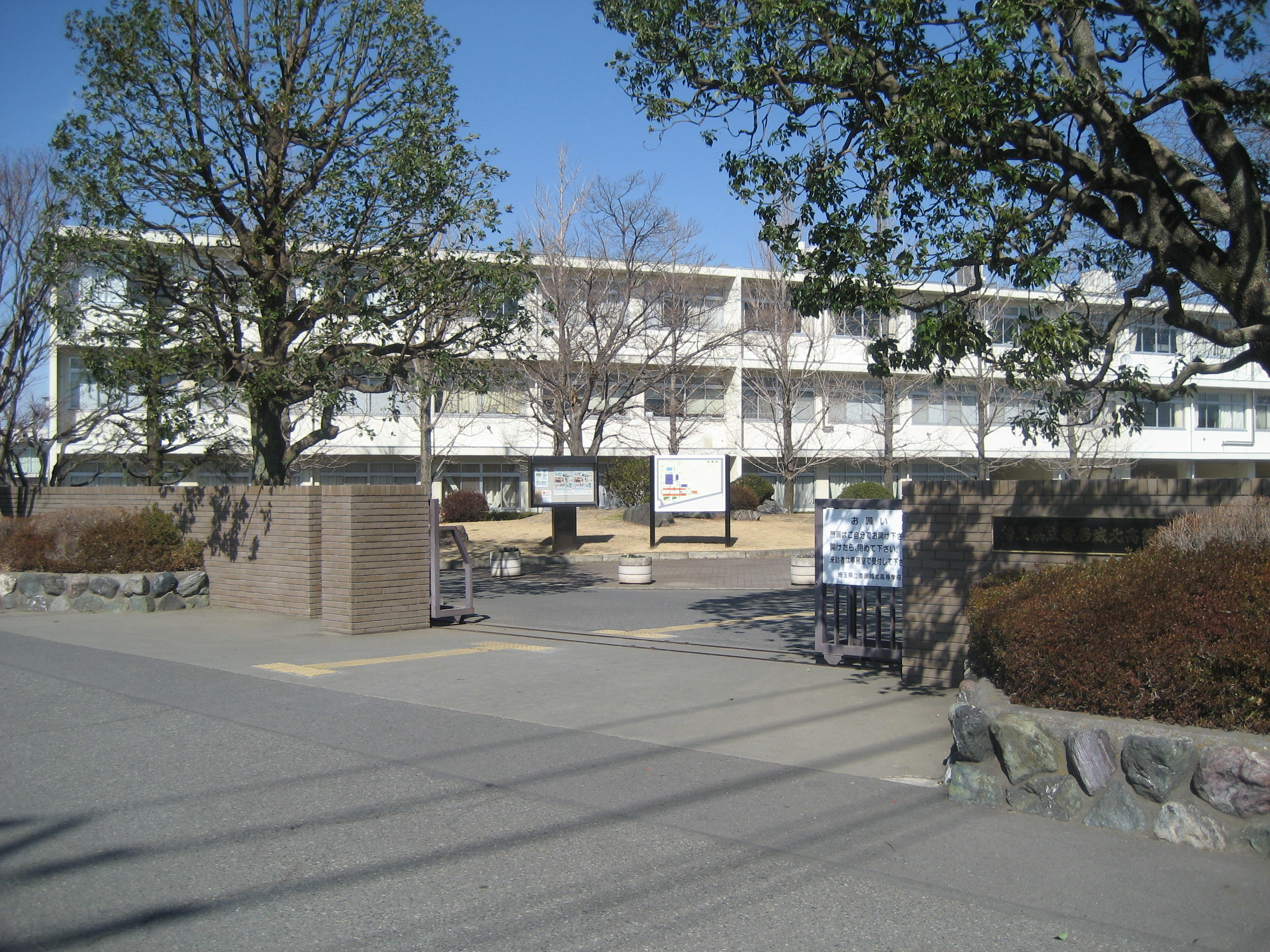
埼玉県立寄居城北高等学校（北三陸高校ロケ地。ただし、潜水土木科のプールのシーンは岩手県立種市高等学校）
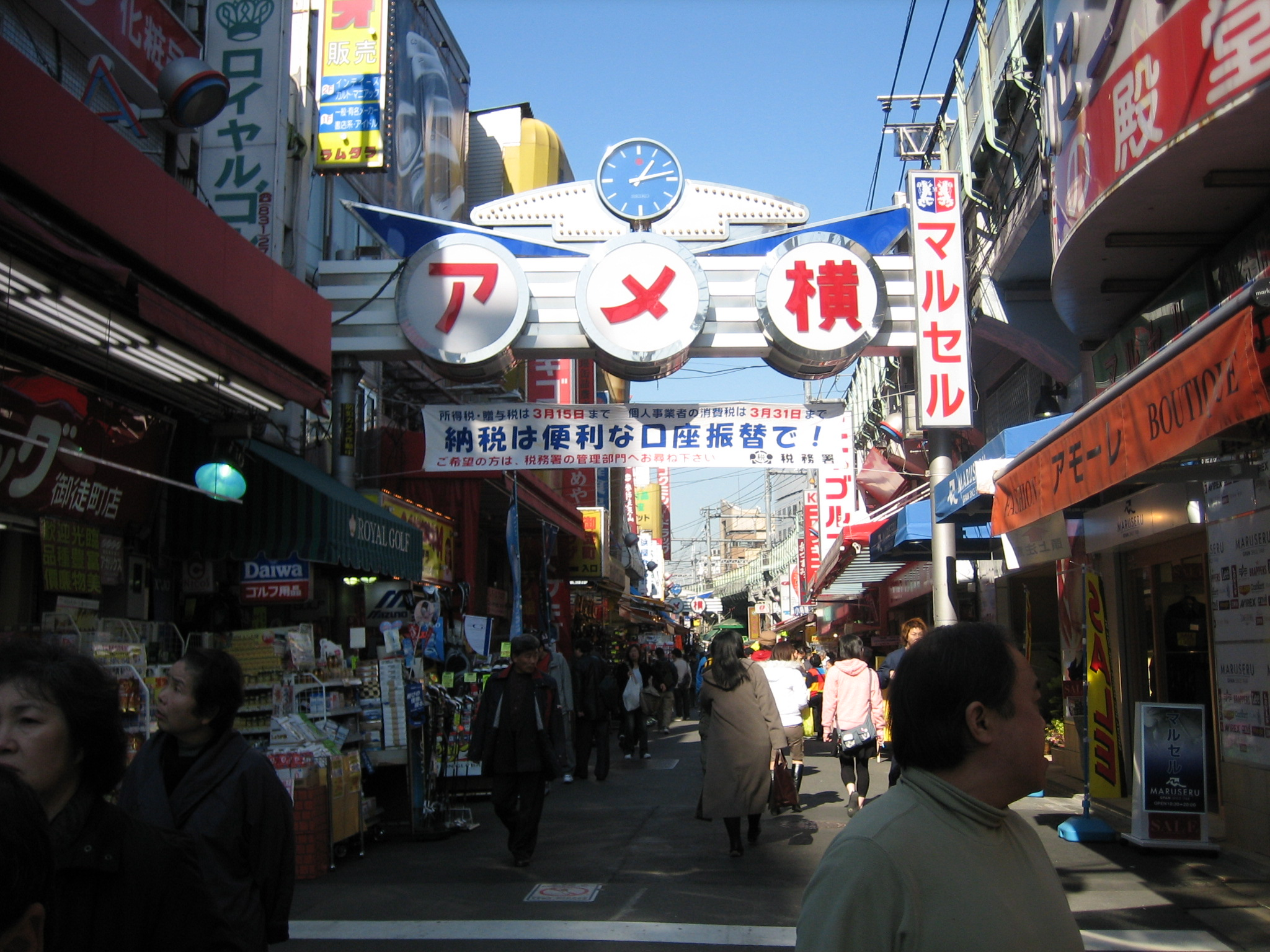
アメヤ横丁（アメ横。アメ横女学園芸能コースの本拠地「東京EDOシアター」近辺ロケ地）

## あらすじ
内容については公式サイトに記載された「あらすじ」に基づく。

### 第1部・故郷編（第1回 - 第72回）
1984年（昭和59年）夏の「北三陸鉄道リアス線」開通式、歓喜に賑わう大勢の人たちをよそに、18歳の天野春子は不愉快な様子で上り列車に乗り込んだ。
それから24年後の2008年（平成20年）夏、春子の娘で東京で生まれ育った16歳の天野アキは、祖母・天野夏の危篤の知らせを受けた春子に連れられ、彼女の郷里である岩手県北三陸市袖が浜を初めて訪れる。しかし夏の危篤の話は、後継者不足に悩む観光資源「北の海女」を春子に継いでもらおうと、北三陸駅の駅長・大向大吉がついた嘘だった。24年前に家出同然で上京した春子は、夏との口論の末に東京に戻ろうとするが、夏ら海女たちの勇姿と過疎化が進む北三陸の現実を知ったアキは、暗く引っ込み思案な今までの自分を払拭し海女になる決意をする（第1週）。夫・黒川正宗との離婚を決めた春子とともにアキは北三陸に移住し、地元の美少女でアイドル志望の足立ユイと親友になる（第2週）。
初代「ミス北鉄」となったユイと海女活動中のアキは、観光協会のホームページに動画が掲載されてアイドルオタクの注目を浴び、北三陸には二人を目当てに大勢の観光客が押し寄せる。大吉ら町おこしに熱心な人々の思いに押され二人は観光PRの広告塔的存在になる（第3週 - 第6週）。そんな中、久しぶりに袖が浜に帰ってきたアキの祖父（春子の父）・天野忠兵衛の口から、春子がかつてアイドルを目指していたことが暴露される（第6週）。自分の過去と重ねてアキがアイドルになることを嫌う春子の思いに反し、アキは春子の歌う姿に感銘を受けたこと、ユイと共に「潮騒のメモリーズ」として大勢の人前で歌い楽しさを感じたこと、昔の青春映画「潮騒のメモリー」を見て主演女優の鈴鹿ひろ美に憧れを抱いたことをきっかけに、芸能活動に目覚めてゆく（第7週）。
この間、アキは観光協会職員でユイの兄・足立ヒロシからの恋心の告白を受けたり、高校の潜水土木科の先輩・種市浩一への初恋とユイを交えた三角関係による失恋を経験する。北鉄25周年記念のイベントでお座敷列車が企画され、アキとユイの2人は潮騒のメモリーズとして歌を披露。多くの観光客が北鉄に訪れ、イベントは大成功に終わる（第8週・第9週）。
折しも、琥珀掘りの小田勉に弟子入りしていた水口琢磨が実は大手芸能事務所「オフィス・ハートフル」のスカウトマンであり、同社長兼大物プロデューサーの荒巻太一の指令でユイとアキを偵察していることが発覚。水口から東京行きの誘いを受けてユイは家出を企てるが、町おこしの目玉である彼女らを失うことを危惧する大吉らが阻止する（第10週）。この件で落胆し引きこもるユイを励まそうと、アキは町おこしのために自ら発案して作った施設「海女カフェ」でイベントを企画し、春子に内緒で再び二人でステージに立つ。激怒する春子に観客の前で平手打ちされたアキはアイドルになりたいことを春子と地元民に吐露する（第11週）。
荒巻の直接の誘いを受けた二人は再び家出し失敗するが、アイドルを目指すアキの思いを聞いた海女仲間は二人を応援し、水口も二人との契約を正式に申し出る。春子は最後まで強硬に反対するが、夏から25年前の出来事の後悔と謝罪の言葉を聞き母との確執は氷解。アキを送り出すことを決める。こうしてアキとユイは、「ハートフル」と契約し、地元民らに見送られ晴れて上京することとなるが、出発の日、ユイは父の足立功が倒れたため出発の延期を告げ、号泣しながらアキを見送る。こうしてアキはたった一人で東京へと旅立つことになる（第12週）。

### 第2部・東京編

#### 前半（第73回 - 第132回）
2009年夏、17歳のアキは上野駅に降り立つ。しかし、アキが加入する「GMT47」(GMT)は人気アイドルグループ「アメ横女学園芸能コース」（アメ女）の2軍扱いでメンバーは6人のみ。加えて、相方のユイが来ないことを事務所関係者に露骨に落胆されたり、父・正宗に恋人の存在発覚など、アキは厳しい現実に直面して落ち込む（第13週）。しかしGMTの仲間とはすぐに打ち解け、憧れの女優である鈴鹿との偶然の出会いに感激し、海女仲間だった安部小百合さらに初恋相手の種市との再会を喜ぶ。事務所社長の荒巻によりアキはアメ女センターの有馬めぐのシャドウ（代役）に指名されるが、有馬はケガやスキャンダルに瀕しても舞台に穴を開けず、アキにチャンスが巡る見込みはない。そんなアキは荒巻の計らいで女優業の見習いのため、鈴鹿の付き人を始める（第14週）。
アキが東京に来て2か月後、荒巻はファンによる人気投票「国民投票」を企画し、41位以下は解雇すると発表。GMTは得票率を上げるためのイベントを行うも、投票結果でアキは46人中の42位と解雇対象となってしまい、さらに鈴鹿の紹介で端役を演じるドラマではNGを連発して鈴鹿から女優に不向きと苦言を呈され、荒巻から叱責される。順位は繰り上がり解雇は逃れるが、アキは落ち込み、2009年の大晦日に北三陸市に帰省する（第15週）。父・功の病臥と母・足立よしえの失踪でアイドルをあきらめ不良になったユイから貶され、ドラマは元々僅かな出演シーンがほとんどカットされたことにショックを受け、アキは現実逃避し正月明けも北三陸に留まる。しかし、心配して駆けつけたマネージャー・水口と、留守番電話に残されたGMTメンバーらからの言葉に励まされ、さらにユイとの和解を経て再び東京に戻る。上京の道中で、アキは母・春子からの手紙を読み、春子が昔、荒巻の依頼で鈴鹿の歌唱の影武者を務めたこと、それが元で歌手デビューの夢を潰されたことを知る（第16週）。
荒巻は国民投票でアメ女から外れた有馬をメインとしてGMTの歌手デビューの準備を始めるが、有馬のスキャンダルを理由に荒巻は急遽中止を決める。激怒し、自分が春子の娘だからデビューできないのかと詰め寄るアキに、荒巻はそのことを認めたうえで「事務所にいる限り潰す」と宣告、アキを解雇する（第17週）。失意に暮れるアキと電話した春子は、アキの応援と自分がやり残したことを果たすために上京。「無頼鮨」で鈴鹿を交えて荒巻に抗議し、アキの解雇は撤回された（ひろ美は春子と初対面した時、その声から彼女が自分の影武者だったと確信した）。GMTはデビューに漕ぎ着けたが、デビューCD「地元に帰ろう」の音声に細工した荒巻のやり方に反発した春子はアキを辞めさせると宣言。アキはGMTを脱退し、春子が正宗とともに設立した個人事務所「スリーJプロダクション」に移籍（第18週）。
アキをかばった水口は「ハートフル」で居場所を失い「スリーJプロダクション」に移りアキの専属マネージャーとなる。春子と水口の尽力で幼児番組に出演したことをきっかけにアキの出演依頼は増え、両思いであることがわかった種市との交際を隠しつつアキは仕事に勤しむ（第19週）。一方、荒巻の手腕で華々しくデビューしたGMTは人気に陰りが見え始める。挽回策として、荒巻はGMTメンバー小野寺薫子主演の「潮騒のメモリー」のリメイク映画の制作を構想、形だけのオーディションを開催する。事情を知らないアキは応募し一次選考に進むが、選考当日の朝、祖母・夏が倒れたとの知らせを受ける（第20週）。春子は夏の元に駆けつけ、それまでできなかった親孝行を果たそうと北三陸に留まる。鈴鹿の力添えを受けながらもアキは選考を通過していき、最終選考で小野寺に競り勝って主演に選ばれる（第21週）。映画の撮影が開始され、鈴鹿の手厳しい指導や励ましを受けながらアキは撮影に挑み、オール・アップの日に、回復した夏を見届けた春子も東京に戻る。アキが歌う主題歌の収録現場で、荒巻は春子が影武者をしていたことを鈴鹿に告白して春子に謝罪、鈴鹿も春子に謝罪し三者は和解する。映画が公開された直後の2011年、鈴鹿は「スリーJプロ」への移籍を希望し、北三陸の人々の支えと母の帰還後立ち直ったユイは、アキとGMTの合同ライブを見るため、前日の3月11日、初の上京を果たそうと北鉄に乗り込んだ「（第22週）。

#### 後半（第133回 - 第156回）
2011年3月11日、東日本大震災が発生。
東京でも最大震度5強を観測し、翌日に控えたアキとGMTの合同ライブも急遽延期され（結局中止）、海が舞台の『潮騒のメモリー』が津波を連想させるとして上映打ち切りになるなど、世情は大きく変わる。北三陸の人々の無事は確認できたものの、現地の様子が気になる心を抑えアキは仕事に打ち込み続けるが、6月、芸能活動を止めて独りで北三陸に帰る。現地の惨状を見たアキは震災と津波被害で壊滅的状態の「海女カフェ」を復興させることを宣言する（第23週）。
町の復興は困難が立ちはだかるが、夏の叱咤激励により落胆していた地元民は奮い立つ。アキは北鉄でのアイドル活動を再開して多くの客を集め、帰郷した安部と種市も加わった地元民も精力的に動きだし、町の収益を伸ばしていく。アキはユイに「潮騒のメモリーズ」の復活を持ちかけるが、畑野トンネル内で震災に遭い列車に閉じ込められ、またも上京を果たせず心に傷を負ったユイは頑に断る（第24週）。お座敷列車と潮騒のメモリーズを再生させたく北三陸に移住した水口の呼びかけにもユイは断るが、チャリティ・ツアー中に突然袖が浜を訪問した「GMT5」にライヴァル心を燃やしたユイは「潮騒のメモリーズ」を再結成し（実はそれ以前から計画を立案していた）、北三陸から出ずにローカルアイドルとして活動してゆく決意をする。
震災から1年を迎える頃、鈴鹿は「海女カフェ」で自らのチャリティ公演を行うことを企画する。これを機に、復興が後回しにされていた「海女カフェ」はアキや地元の有志たちの手により、復旧作業が急ピッチで進む。また「北鉄」や地元の漁業資源などの復興活動も次第に実を結んで行く（第25週）。一方、鈴鹿も春子から歌の特訓を受けるが、その厳しさに耐えられず公演を前にして逃げ出し、突然北三陸に現れて天野家の春子の部屋に滞在する。
そして6月30日、海開き前夜祭として鈴鹿のコンサートが開催された。アキたちの心配をよそに、鈴鹿は音程を外すことなく全曲を歌い上げ公演は成功。公演終了後の海女カフェで、荒巻と鈴鹿、復縁した大吉と安部、同じく復縁したアキの両親の計3組の合同結婚式が行われる。
翌7月1日、海女カフェ復興で抱えた借金返済に向けて、北の海女たちはウニ漁を再開。「北三陸」～「袖が浜」の1駅区間のみ復旧していた北鉄は、市長となった足立功の尽力で畑野駅まで延伸され、「潮騒のメモリーズ」のお座敷列車公演が復活する。大盛況で初回公演を終え興奮冷めやらぬアキとユイは畑野駅で語らい、ユイの提案で翌年に全面復旧が決まった北鉄の線路を2人で走り出す。袖が浜の防波堤を全力疾走した2人は、突き当たりの灯台の元、笑顔で快晴の海を見つめるのであった。

## 登場人物
以下は、公式サイトの「登場人物」に掲載されている人物。原則として役名は、ドラマ内でのスタッフロールの表記に基づく。役柄の詳細は「あまちゃんの登場人物」を参照のこと。語りについては天野夏・アキ・春子の3名が以下の通り順次担当し、第154回以降は3名が場面に応じて担当するというスタイルが取られている。

### 主人公とその家族
黒川 アキ（くろかわ あき）→天野 アキ（あまの あき）→黒川 アキ（くろかわ あき）
演 - 能年玲奈 「東京編」（第73回 - 第132回冒頭）、第154回以降の語りも担当。
本作のヒロイン。クレジット上は「アキ」だが本名は「秋」。東京在住時は「地味で暗くて向上心も協調性も存在感も個性も華もない、何かパッとしない子」だった。
2009年、16歳（高校2年生）の夏休みに東京から北三陸市に移住して海女になる。誕生以来東京に住んでいたが、移住後数日で流暢な岩手弁を話すようになる。親友となった足立ユイに付合って、心ならずもアイドルの道を歩む。口癖は「カッケえ！（格好いい）」
天野 春子（あまの はるこ）→ 黒川 春子（くろかわ はるこ）→ 天野 春子→ 黒川 春子
演 - 小泉今日子（若き日の春子：有村架純／少女期：田附未衣愛／幼少期：豊嶋花）※「東京編」（第132回後半 - 第156回）の語りも兼任。
アキの母。18歳だった1984年の夏に家出し、アイドルを目指して上京するが夢は叶わず、東京で出合った黒川正宗と結婚しアキを産んだ。その後アキを連れて実家に帰り、正宗と離婚し、後に復縁した。当初はアキのアイドル活動に反対するが、のちに娘を支えるべく芸能事務所「スリーJプロダクション」を設立した。
黒川 正宗（くろかわ まさむね）
演 - 尾美としのり（若き日の正宗：森岡龍）
アキの父。東京の「大江戸タクシー」に勤務していたが、春子と結婚後「黑川タクシー」を独立開業した。離婚後も春子とともにアキの芸能活動を支える。空手の有段者（黒帯）。
天野 夏（あまの なつ）
演 - 宮本信子（若き日の夏：徳永えり） ※「故郷編」（第1回 - 第72回）、第154回以降の語りも兼任。
春子の母、通称「夏ばっぱ」または「ばっぱ」。袖が浜の海女で「海女クラブ会長」。喫茶「リアス」およびスナック「梨明日」を経営する。
天野 忠兵衛（あまの ちゅうべえ）
演 - 蟹江敬三
夏の夫。マグロの延縄漁などを行う遠洋漁業の漁師で、年末から年始の間の10日間ほど北三陸に帰って来る。結婚後も妻とは互いに「夏さん」「忠兵衛さん」と呼び合う。

### 北三陸の人々

#### 足立家の人々
足立 ユイ（あだち ゆい）
演 - 橋本愛
アキと同学年のアイドル志望の美少女。北三陸鉄道主催の「ミス北鉄コンテスト」で優勝し、アキを誘ってアイドル・ユニット「潮騒のメモリーズ」を結成。東京でアイドルなることを夢見るが、父の病気、母の失踪、大震災により挫折し上京を断念。海女、ローカル・アイドルとして復活する。クレジット上は「ユイ」だが戸籍上は「結衣」。
足立 ヒロシ（あだち ひろし）
演 - 小池徹平
ユイの兄。大学卒業後東京の一流ホテルに就職したが、僅か2か月半で挫折して帰郷。以後は無職のまま自宅の薪ストーブの前で過ごしていた。そのため父の功から「ストーブ」と呼ばと呼ばれる。アキに片思いしている。後に観光協会に勤務し、ウェブ担当および「海女カフェ」担当となる。父が倒れ母が失踪して妹が不良になって以降、父の介護を独りで引き受け足立家を支えた。
足立 功（あだち いさお）
演 - 平泉成
ユイとヒロシの父。元北三陸高校の教諭で春子の在学中は彼女のクラスの担任だった。後に同行の校長となり、定年後は岩手県議会議員となる。ユイの上京前夜に病（病名は不明）に倒れるが、ヒロシ、ユイの助けを得てリハビリを続け完治した。震災後廃止の危機にあった「北鉄」存続をかけて県議を辞し、北三陸市長に立候補、当選した。
足立 よしえ（あだち よしえ）
演 - 八木亜希子
功の妻。仙台出身で元岩手の放送局のアナウンサーだった。良妻賢母だが、夫の病で将来に不安を感じ、一時家族を捨て失踪した。東京で春子に出会い、上京中の夏と共に1年ぶりに北三陸に戻った。子供等は許せず彼女を詰ったが、夫の功はすべてを許し受け入れた。

#### 海女・漁協関係者とその家族
今野 弥生（こんの やよい）
演 - 渡辺えり
現役の海女。「北三陸の越路吹雪」と呼ばれるほどの歌唱力の持ち主。通称「騒音ババア」。
今野あつし（こんの あつし）
演 - 菅原大吉
弥生の夫。町の商工会長で、洋服店「ブティック今野」を営んでいる。
長内 かつ枝（おさない かつえ）
演 - 木野花
夏に次ぐ年長の海女。六郎とは結婚と離婚を繰り返し、2008年時点では内縁の仲である。通称「眼鏡会計ババア」。
長内 六郎（おさない ろくろう）
演 - でんでん
かつ枝の内縁の夫。袖が浜漁協の組合長で元漁師。
熊谷 美寿々（くまがい みすず）
演 - 美保純
現役の海女。過去に何度も駆け落ちをしている。通称「フェロモン・ババア」。
安部 小百合（あんべ さゆり）
演 - 片桐はいり
海女兼漁協事務員から転身し、「まめぶ汁」を宣伝するために上京し、軽トラ屋台でまめぶを販売した。通称「あんべちゃん」。春子の同級生だが、アキが海女クラブに入るまで最年少の海女だった。春子に対し強い劣等感を抱き、自分を卑下している。
花巻 珠子（はなまき たまこ）
演 - 伊勢志摩
小百合の後任漁協事務員。2人の娘を育てる出戻りのシングルマザー。洋楽好き。通称「白ババア」（由来は不明）。

#### その他の北三陸の人々
大向 大吉（おおむかい だいきち）
演 - 杉本哲太（若き日の大吉：東出昌大）
北三陸駅の駅長。北三陸の活性化に情熱を燃やしている。幼馴染みの春子に片思いしている。小百合とは一度離婚するが、震災を経て復縁した。カラオケの得意曲は『Ghostbusters』だが、「Ghostbusters！」と叫ぶだけ。
吉田 正義（よしだ まさよし）
演 - 荒川良々
北三陸駅の副駅長。毒舌でとぼけた性格。2010年、栗原と結婚した。
菅原 保（すがわら たもつ）
演 - 吹越満（若き日の菅原：落合モトキ）
「北三陸観光協会」会長であるにも関わらず地元の集客活動に消極的なため、大吉から尻を叩かれている。趣味はジオラマ作り。
栗原 しおり（くりはら しおり）
演 - 安藤玉恵
観光協会の職員。一時足立ヒロシと交際していたが、吉田に心変わりし結婚し女児を出産。
種市 浩一（たねいち こういち）
演 - 福士蒼汰
北三陸高校潜水土木科出身。アキの先輩で初恋相手。上京後潜水土木士として「羽田空港Ｄ滑走路建設工事に従事する予定だったが、工事延期で「東京スカイツリー」の現場に回され退職し、「無頼鮨」の梅頭に弟子入りした。卒業後ユイと遠距離恋愛を始めるが、別れたのちアキと交際する。
磯野 心平（いその しんぺい）
演 - 皆川猿時
「北三陸高校」潜水土木科の教諭。愛称は「いっそん」。
小田 勉（おだ べん）
演 - 塩見三省（若き日の勉 : 斎藤嘉樹）
「リアス」の常連客で、琥珀の掘削職人。「リアス」のカウンターでいつも琥珀を磨いている。

### 東京の人々
鈴鹿 ひろ美（すずか ひろみ）
演 - 薬師丸ひろ子
アキが憧れる清純派の大女優。「無頼鮨」でアキと出会い、付き人として雇うなど、アイドルを目指すアキを応援する。口癖は「ちゃんちゃらおかしい」。
水口 琢磨（みずぐち たくま）
演 - 松田龍平
元「GMT47」のマネージャー。「故郷編」では素性を隠して勉に弟子入りしアキとユイをスカウト、「東京編」ではアイドルを目指すアキを支える。「スリーJプロダクション」に転職後はアキと鈴鹿ひろ美のマネージャーを担当。震災後、岩手北三陸支社長として赴任し、再結成した「潮騒のメモリーズ」のマネージャーとなる。また小田勉に再度弟子入りし、琥珀の採掘に本気で取り組む。通称「ミズタク」。
ちなみに「GMT」は目標の47人が集まらず、アキの加入時は6人、宮下の脱退で最終的には5人となった(アキの脱退時は直ぐにベロニカが加入した)。
荒巻 太一（あらまき たいち）
演 - 古田新太
芸能事務所「オフィス ハートフル」の社長兼プロデューサー で、多くの人気アイドルを産み出している。通称「太巻（ふとまき）」。
河島 耕作（かわしま こうさく）
演 - マギー
「アメ女」チーフマネージャーを経て、GMTの専属マネージャーとなる。アキは彼を人に紹介する時何故か「小っちゃい方の河島さん」と呼ぶが、大きい方はいない。
有馬 めぐ（ありま めぐ）
演 - 足立梨花
「アメ女女学園芸能コース」のセンター。愛称は「マメりん」。プライドが高くステージに立つ執念は強いが、スキャンダルをたびたび起こして2010年にアメ女を解雇される。
入間 しおり（いるま しおり）
演 - 松岡茉優
GMTメンバー。埼玉県出身で出身グループは「NOオーシャン」。責任感が強く熱い性格。周囲からは「リーダー」と呼ばれている。
遠藤 真奈（えんどう まな）
演 - 大野いと
GMTメンバー。出身グループは福岡の「親不孝ドールズ」だが実は佐賀県出身。
宮下 アユミ（みやした アユミ）
演 - 山下リオ
GMTメンバー。徳島県出身。年齢詐称をしていたことを明かす。「国民投票」後、恋人を優先しアイドルを引退。出身グループは「うずしお７」。
喜屋武 エレン（きゃん エレン）
演 - 蔵下穂波
GMTメンバー。沖縄県出身。マイペースで寛大な性格。
小野寺 薫子（おのでら かおるこ）
演 - 優希美青
GMTメンバー。宮城県出身。出身グループは「仙台牛タンガールズ」。
ベロニカ
演 - 斎藤アリーナ
アキ脱退後にGMTに加入したメンバー。ブラジル人と日本人（山梨県民）とのハーフ。
ヒビキ 一郎（ヒビキ いちろう）
演 - 村杉蝉之介
アイドルオタクのカメラ小僧でアキたちの地元アイドル活動を初期より追いかけ続ける。後に著名なアイドル評論家となる。
梅頭（うめず）
演 - ピエール瀧
「東京EDOシアター」裏の寿司屋「無頼鮨（ぶらいずし）」の大将。144回、震災後無断で帰郷した種市を追って、愛車「ハーレィ・デイヴィッドソン」で10時間かけて「喫茶リアス」にやって来た。うに丼を7杯食べ、「こんなうまいもの食える奴は、東京なんか来なくていい」と言って更に1食を持って来店から48分後に帰京の途に就いた。
甲斐（かい）
演 - 松尾スズキ
原宿の純喫茶「アイドル」店主。アイドル通。

## 設定・用語
ストーリー設定やキーワードとなる用語について説明する。

### 北三陸市
第一部の舞台となる北三陸市は、「岩手県三陸海岸沿いにある」という設定の田舎町。世界最北端で素潜り漁でウニを獲る「北の海女」と、北三陸鉄道の駅弁である「リアスのウニ丼」が観光資源。名物は「まめぶ」と琥珀。
前述の通り、岩手県久慈市およびその周辺（洋野町・田野畑村など）の設定がほぼそのまま生かされている。
北三陸鉄道リアス線（きたさんりくてつどうりあすせん）
1984年7月1日開通の第三セクター鉄道。通称「北鉄（きたてつ）」。本線（北三陸駅 - 宮古駅）の開通により北三陸と東京が1本につながったが、開通から24年が経過してモータリゼーションの進行により利用が低迷し、岩手県議会でも廃線が取り沙汰される状況となっており、「ミスコンテスト」「お座敷列車」など様々な利用促進策が施されている。マスコットキャラクターは岩手県の地図の形が顔になっている「リアス先輩」。
モデルとなったのは三陸鉄道北リアス線で、劇中登場する車両も同鉄道の36-100形である。実際の北リアス線の開通日は1984年4月1日である。
実在の三陸鉄道が運営しているもう一つの路線「南リアス線」は、劇中では「南三陸鉄道リアス線」という別会社の路線として描かれている。
北三陸駅（きたさんりくえき）
「北三陸鉄道リアス線」の北側のターミナル駅。駅舎内には駅務室や待合室のほか、軽食&喫茶「リアス」（夜はスナック「梨明日」）がある。
その他、学生に待ち時間を有効活用してもらうための自習コーナーがあり、「学習ステーション」と名付けられている。駅舎からホームへは、JRの線路を越えるために必ず跨線橋を使う必要がある。
モデルは三陸鉄道久慈駅で、撮影時は外観のみ久慈駅の看板の上に撮影用のセットを取り付けて北三陸駅として撮影している。駅舎内部のシーンはセットである。
北三陸市観光協会（きたさんりくしかんこうきょうかい）
ヒロシ、菅原、栗原が勤める地元の観光協会で、北三陸駅前のビルの一室に入居している。定例の「K3NSP（北三陸をなんとかすっぺ）」会議があり、大吉や漁協・海女クラブを交えて観光客誘致のために話し合いを行う。
協会内の撮影はセットで行われたが、外観は久慈駅前に実在する「久慈駅前ビル」が使用され、ドラマファンの観光客の「聖地」となっていた。撮影より約50年ほど前に建設されたビルで、老朽化と駅前の再開発のために2013年11月には久慈市が中心市街地活性化基本計画によって取り壊しとイベントスペースへの変更を決定した。これにより2014年4月以降に取り壊しの工事が開始される予定であったが、諸般の事情により2021年3月現在でも現存している。 ビルの外壁にはドラマで使用された広告看板が、ドラマ終了後に再び掲示されている。
袖が浜海岸（そでがはまかいがん）
天野家がある北三陸市の漁師町の集落で、「北の海女」が活動している。2009年7月1日には漁協を改装して飲食・名産品販売・イベントなどのための施設「海女カフェ」がオープンする。
久慈市の小袖海岸がモデルになっており、実際の集落も海岸段丘の段丘崖下の海岸沿い集落と、より高い段丘面にある集落とに分かれている。劇中も同様の設定になっており、天野家は段丘面側にあることになっている。実際の久慈市漁協小袖支所は海岸沿いにあって2014年春までは簡易郵便局を併設しており、劇中の漁協でも同様に簡易郵便局が併設されている。
袖が浜駅（そでがはまえき）
袖が浜地区の最寄り駅で、北三陸駅の次の駅。劇中の設定では段丘面側集落の奥にあることになっている。
実際の小袖海岸に鉄道は通っておらず（わずかの本数の路線バスが運行されるのみ）、ロケ地は小袖海岸からは直線距離で南に15kmほど離れた堀内駅（普代村）となっている。
畑野駅（はたのえき）
足立家の最寄り駅。劇中の設定では「市ではなく村にある」ことになっており、北三陸駅から1時間ほどの距離にある駅となっている。第4回でアキがユイと初めて出会った舞台であり、第53回でお座敷列車の折り返し駅として種市を「南部ダイバー」で見送った場所でもある。また、最終回でもお座敷列車の折り返し駅として登場し、その先の不通となっている宮古行きの線路をユイと歩いた場所でもある。
ロケ地は田野畑駅で、久慈駅からの所要時間（約50分）や市ではなく田野畑村に位置するなど、劇中の設定とほぼ同じである。
北三陸高校（きたさんりくこうこう）
北三陸市内にある高校。北三陸駅（北鉄の終点駅）から自転車通学できる場所にある。普通科と潜水土木科を有し、潜水土木科では伝統的な潜水法である「南部もぐり」の授業を行っている。
北三陸駅のモデルである久慈駅から自転車通学できる高校として岩手県立久慈高等学校が実在するが、普通科しか存在しない。洋野町にある岩手県立種市高等学校には「南部もぐり」を継承する「海洋開発科」が実際に存在しており、ロケ地の1つとして「南部もぐり」の実習のシーンの撮影が行われた。なお、高校内の他のシーンは埼玉県立寄居城北高等学校で撮影が行われている。
北三陸の方言
劇中では、驚いたときに「じぇ」という言葉を発する場面を多用している。これはロケ地である岩手県久慈市小袖地区で実際に用いられている感嘆詞で、宮藤がロケハンに行った際に、海女が発した言葉を面白いとの理由で脚本に採用したもの だが、基本的に小袖地区の漁師仲間でのみ交わされる方言であり、久慈市内でも他地域ではほとんど使われていない。同様の感嘆詞として南部弁地域では、盛岡市周辺で「じゃ」、宮古市周辺で「ざ」、大槌町周辺で「だ」があり、仙台弁地域では大船渡市から宮城県気仙沼市にかけて「ば」が使われている。岩手県のローカル番組には、上記の盛岡弁での感嘆詞を用いた「じゃじゃじゃTV」もある。
その他にも、劇中では方言が多く使用され（例 : 「ばっぱ」「わらす」）、同じくモデルとなっている久慈市小袖地区の方言がその元となっているが、実際に使われているものとは差異がある。これら劇中の方言は、NHK盛岡放送局のドラマ公式ページ「ご当地サイト」内でその一覧を参照することができる。
潮騒のメモリーズ（しおさいのメモリーズ）
アキとユイによる、北三陸の活性化のために結成された地元アイドルのユニット。
衣装は絣半纏にフリルを施したもので、アキは赤を基調としたフリルに鉢巻きを意識した「北の海女」と書かれたリボンをつけている。ユイは青を基調としたフリルに車掌帽子をイメージした小さい髪留めを使用している。衣装デザインはユイが考えたもので、衣装を縫製したのはユイの母・よしえ。お座敷列車と海女〜ソニックでの活動実績があり、両方とも岩手こっちゃこいテレビの取材を受けている。なお、東日本大震災後に活動を再開してからは、「潮騒のメモリーズ Z」と名乗ることがある。
海女のミサンガ（あまのミサンガ）
ウニ漁のシーズンオフの内職として、花巻が発案し勉の指導で海女クラブの面々が製作、北三陸駅や海女カフェで販売。海をイメージしたデザインで琥珀のビーズが付けられている。
アキは、種市よりプレゼントされたものと、東京へ出発する時に海女クラブのメンバーから贈られたもの合わせて5本のミサンガを腕に結んでいた。ユイの父・功が病気から快方に向かうときや震災時に北三陸の人々の無事が確認されるなど、アキの周囲の人々に何らかのよい出来事が起きるときに1本ずつ切れている。
震災後、材料費の不足と復興祈願のため、放置されていた底引き網（漁網） を再利用した新しいミサンガがアキの発案により作られる。
ミサンガの制作と実技指導は、手芸関連会社の「メルヘンアート」が担当した。同社によれば、震災後のミサンガは漁網とヘンプ糸を素材にしており、各登場人物に合ったイメージの色にして作られている。また、同社は先に登場しているミサンガについては、ほぼ同じものが作れるキット付き教則本を監修しているが、震災後の漁網ミサンガについては元になった復興支援のための「浜のミサンガ」を購入してもらうため、作り方は公開しないとしている。

### 株式会社オフィス・ハートフル
荒巻が社長を務める芸能プロダクション。1991年、荒巻が交際相手である鈴鹿ひろ美の個人事務所として設立するが、その後1年ほどで鈴鹿自身は退社し、その後裸一貫からの躍進で大手芸能事務所となる（第21週での説明）。渋谷の本社のほかに、アメ横の後述する劇場に隣接した事務所を持つ。2008年に「アメ横女学園芸能コース」のプロデュースを手がけて人気アイドルグループに育て上げ、姉妹グループとして「GMT47」のプロジェクトを計画する。所属アイドルたちに対しては異性交際を禁止する「恋愛御法度」の掟がある。
アメ横女学園芸能コース（アメよこじょがくえんげいのうコース）
荒巻プロデュースによる人気アイドルグループ。通称「アメ女」。
センターをトップとするヒエラルキー構造のグループで、後述する国民投票まではレギュラー20名のうちセンターを含む上位8名が「アメ女八賢伝（アメじょはっけんでん）」と呼ばれ、それに続く階級としてリザーブ、ビヨンド、ビンテージ（OB）があり、GMT47はさらに下として扱われる。
体調不良や別の営業とのバッティングなどで劇場への出演が困難になった場合、GMT47のメンバーから「シャドウ」と呼ばれる代役が充当される。
アメ女結成3周年の2009年、GMTの6人を含めた総勢46人のうちランキング41位より下のメンバーを解雇する「国民投票」と題したファンによる人気投票を施行。このあとのシステムではレギュラー20名、年越しライブの参加権を持つリザーブ10名、補欠扱いの「奈落組」ビヨンド10名となる。
GMT47（ジーエムティーフォーティーセブン）→GMT6（ジーエムティーシックス）→GMT5（ジーエムティーファイブ）
荒巻プロデュースによる、全国の地元アイドルから選抜されたグループ。東京・上野に東日本の、品川に西日本のご当地アイドルを集めたグループのプロジェクトとして計画され、「アイドルの甲子園」と称する。「GMT」は「地元」のことを指し、シンボルマークは北海道・本州・四国・九州・沖縄を表す大小5つの星である。
しかし実態はアメ女の2軍で、アメ女メンバーのシャドウ（代役）として控え、普段は劇場地下の「奈落」のスタジオで独自でレッスンを積んだり、アメ女の舞台裏の手伝いをする。47都道府県からアイドルを集める構想はうまく進まず、アキを含めて6人しか上京メンバーがいない。そのため「GMT6」の名称で活動を開始することになる。後に彼氏の存在が明るみに出た宮下アユミが脱退。国民投票で奈落組入りした有馬めぐがスキャンダルにより「卒業」扱いの解雇となり、残された5人で「GMT5」の名称で、新曲「地元に帰ろう」でのデビューが決定。荒巻とのいざこざの末にアキが離脱しベロニカが加入後、荒巻が本腰を入れたことにより人気が上昇する。
レッスンや芸能活動に加え、アキ・しおり・喜屋武・真奈は「朝日奈学園芸能コース」に通い学業にも励み、2010年全員卒業。メンバーは当初まごころ第2女子寮に住み、マネージャー・水口の指導の元で生活するが、CDデビュー後はファンに寮の場所を突き止められ、住環境がグレードアップしたワンルームマンションに転居する。
一部の出演者は実際にその都道府県出身のタレント が登場している。これらの人選について、訓覇圭（番組プロデューサー）はメンバー選考のためのオーディションを行って「方言をネーティブに話せる人を選んだ」 としている。
名称もスタイルも「AKB48」と類似しており、荒巻の容姿までが秋元康（AKB48総合プロデューサー）を彷彿とさせる が、訓覇は「特定のアイドルグループは想定していない」と述べており、GMT47が実際にCDデビューする予定もないとしている。アキを演じる能年はアイドルの役作りとしてももいろクローバーZや本作で共演する小泉今日子、薬師丸ひろ子のアイドル時代を参考にしているという。
東京EDOシアター（とうきょうえどシアター）
上野・アメ横にある、アメ横女学園芸能コースのための専用劇場。名称は東京スカイツリーの名称候補のひとつだった「東京EDOタワー」にちなんで荒巻が名付けたもの。
舞台下に控え室（通称・奈落）兼スタジオを持ち、GMTが控え、正規メンバーの公演の衣装変えが行われたり、セリが設置されたりしている。
撮影は外観や入り口前の階段などはアメ横センタービルが使われている（劇場内は原宿アストロホールの劇場を使用）。同ビルの5階にはスマイルプロモーションプロデュースの女性アイドルグループ「スマイル学園」が本拠地としている劇場「上野アメ横アイドル劇場」が2014年から15年9月まで実在した。
まごころ第2女子寮（まごころだいにじょしりょう）
谷中にあるGMTのための合宿所。はじめはGMTのメンバーが、後にはビヨンド（奈落組）の一部メンバーも含めて共同生活を送っている。古い民家をオフィス・ハートフルが買い取って合宿所に改造したという設定の、木造2階建ての年季の入った建物で、風呂がなくトイレは共同。冷蔵庫は共同で使用する。2階が入寮しているアイドルたちの寝室である。空き部屋もあるが、入寮者が「まだまだ増える予定」という水口の意見により、一部の部屋への詰め込みとなっており、4畳半の狭い部屋に2段ベッドを入れて最大3人が寝泊まりしている。1階には入居者の談話室や食堂と台所、玄関近くには水口の部屋がある。GMTがCDデビュー後、ファンに所在地が発覚したことにより引き払われる。
外観の撮影は谷中の大名時計博物館が使用されている（内部はセット）。

### 株式会社スリーJプロダクション
オフィス・ハートフルを離脱したアキのために、春子が立ち上げた個人芸能事務所。春子が社長、アキが所属タレント、正宗が運転手としてスタートし、オフィスは世田谷にある正宗の自宅マンションのリビングである。会社の立ち上げには正宗の蓄えを資本金とし、余った金を使って社長の椅子を購入する。マネージャーは複数の募集に対し春子が採用面接を行い、オフィス・ハートフルのGMT担当マネージャーの水口を雇用する。後に鈴鹿ひろ美も所属に加わった。スリーJとは3つのJ (JJJ)で「じぇじぇじぇ」を意味し、シンボルマークは「(‘jjj’)/」。社長のデスクには「死んでも巻かれない。」と書かれた写真立てが置かれている。震災後、水口が「潮騒のメモリーズ」復活と北三陸移住を希望したのをきっかけに春子が彼を同社岩手北三陸支社長に任命し、スナック梨明日を窓口として「潮騒のメモリーズ」のメディア出演時のマネジメントを行うことになる（第145回）。

### 劇中劇
映画「潮騒のメモリー」（しおさいのメモリー）
ドラマ内に登場する架空の日本映画。1986年制作の正月映画で、鈴鹿ひろ美が主演し同名の主題歌も担当した（実際は主題歌のみ当時の天野春子が影武者としてレコーディングしていた）彼女の出世作。ヒロインの氏名は鈴鹿と同じ名である。
劇中では「著作権の関係でお見せできません」というメタフィクショナルな説明により実際の映像では登場せず、鉄拳によるアニメと登場人物たちの要領を得ない語りのみで回想される。海女の主人公の悲恋を描いた作品で、三島由紀夫の『潮騒』と混同されるが内容は異なり、1980年代のアイドル映画にありがちな荒唐無稽かつ斬新な映像の作品とされる。2010年、荒巻は「太巻映画祭」と題したアイドル映画企画のうちの1本としてこの映画を「潮騒のメモリー〜母娘の島〜」（しおさいのメモリー おやこのしま）のタイトルで、1986年版の続編として内容を大幅に変えてリメイクし、ヒロインのその後を演じる鈴鹿と、その娘の鈴鹿あきを演じる新ヒロインのダブル主演となる。当初は新ヒロインに小野寺薫子を予定していたが、鈴鹿の強い希望によりオーディションで選ぶことになり、アキが選ばれ新ヒロインとなる。主題歌の「潮騒のメモリー」もアキが担当し、2011年3月6日から公開（第129回より）されたが、東日本大震災の発生後、海が舞台となっているため、わずか1週間で公開打ち切りとなった。
見つけてこわそう（みつけてこわそう）
架空の子供向け教育番組。身近な要らなくなったものを壊すことで、逆説的にモノの大切さを教える番組。さかなクンとアキがレギュラー出演し、アキはこれがきっかけで人気が出始める。なお、震災後は「じぇじぇじぇのギョギョギョ」にタイトルを変更して放送を再開している（第134回より）。
番組中では、アキは壊したものを復元させる「逆回転」の能力を備えているという設定であり、このことがドラマ内でのキーワードの一つとなっている。
番組内の衣装デザインは、能年がモデルを務めるファッションブランド「Ne-net」の高島一精が行っている。

## オープニング・エンディング
オープニングタイトル
大友良英作曲のテーマ曲をバックに、物語の主要な舞台である岩手県内のラジコンヘリによる空撮映像（三陸鉄道や三陸海岸、川・山・港など）が映し出され、随所にアキが飛び跳ねるシーン（学生服、絣半纏、私服）が挿入される。2010年から見られる、アバンタイトルから始まる回もある（アバンタイトルの場合は冒頭に「連続テレビ小説」の字幕を出している）。
テーマ曲と映像は同時進行で制作されたという。オープニングの演出を担当したのは吉田照幸。
エンディング
「まだまだあまちゃんですが」と題し、就労してまだ日が浅いが仕事を極めるために積極的に取り組む人たちを、一般公募で寄せられた写真で紹介する。
当初は盛岡局で募集した、岩手県内の人を取り上げていたが、途中からは番組公式サイトで公募した全国各地の人を紹介している。第145回（9月16日放送）では久慈市に近い普代村出身のプロ野球選手・銀次（東北楽天ゴールデンイーグルス）が登場した。なおこの回放送時点で銀次はパリーグの首位打者だったため、続く『あさイチ』冒頭で司会の井ノ原から「銀次さんは違うでしょ！」と突っ込まれていた。

### タイトルロゴ
タイトルロゴは、NHK放送総局デザインセンター映像デザイン部の岩倉暢子が製作。監督、プロデューサーに要請されて「ゆるさ」「ちょっと残念な感じ」「ヒット感」の3つをキーワードに作成し、主演の能年に「マル!」という評価を出したいというエールのつもりで丸で囲った。なお丸の右上が少し開いているのは、多くの視聴者に「あまちゃんの世界に入って欲しい」という願いを込めて、海女が捕ったウニをヤツカリ（腰につける網袋）にどんどん入れていくようなイメージで開けたという。3色のグラデーションは、ロケ地となった小袖海岸（小袖漁港）の朝焼けの空と海の色をイメージしているとのことである。丸内の右側に「連続テレビ小説」のクレジットが入る。これは、通常の回では本作が初めてである。

## 音楽
劇伴音楽は大友良英が担当した。制作された200曲を超える曲 の中でも、インストゥルメンタルのオープニングテーマは人気を博し、第95回全国高等学校野球選手権大会（夏の甲子園）で応援曲として演奏されるなど話題を呼んだ。3作品（うち1作品は2枚組）のサウンドトラックアルバムを発売し、大友はテレビドラマ関連のいくつかの賞を受賞した。
また、物語全体を通して重要なモチーフとなる歌「潮騒のメモリー」、アメ横女学園芸能コースの持ち歌「暦の上ではディセンバー」、アキが所属するGMTのデビュー曲「地元に帰ろう」といったオリジナルソングが、大友とSachiko Mほかによる共作で制作され、いずれも音楽配信や収録されたCD発売などで好成績をおさめた。とくに「潮騒のメモリー」は第55回日本レコード大賞作曲賞を受賞するなど楽曲の質に対しても高い評価を受けた。これら一連の楽曲を演奏するため、大友を中心とした「あまちゃんスペシャルビッグバンド」が結成されて2013年末のNHK紅白歌合戦出演まで活動し、ライブツアーを行いそのDVD作品なども発売された。
このほかにも1980年代のアイドル歌謡曲を中心として、既存の楽曲が多数ドラマ内で使用され、回想される1980年代の時代背景説明や人物の心情を表現する役割を果たし、これらの曲を含むコンピレーション・アルバムも発売された。

## 演出上の特色

### オマージュ・パロディ
本作品の演出上の特色の一つとして、現実世界のタレント・歌手が台詞の中に実名で多数登場するほか、過去のアイドルやテレビ番組、ヒット曲などからの引用、オマージュ、パロディが多数盛り込まれていることが挙げられる。下記はその一例。
番組
- 第15回（4月17日放送）及び第139回（9月9日放送）の観光協会で行われる会議において、ホワイトボードの板書を消そうとすると弥生が慌てるシーン（弥生を演じる渡辺えりは、ドラマ「ビートたけしの学問ノススメ」において、馬場志づ子役で同様のシーンを演じている）。
- 漁協の建物を海女カフェにリフォームするシーンにテレビ朝日系『大改造!!劇的ビフォーアフター』のBGMである「Inscrutable Battle」「TAKUMI/匠」（松谷卓）を使用し、夏によるナレーションも本家を忠実に再現する。
- アキとユイの東京行きを話し合うシーンで、最後に夏が「おめえらの気持ちはよーくわかった」（フジテレビ系『ねるとん紅鯨団』における石橋貴明の決めぜりふ）と話す。
- 春子が18歳時（回想）において、出場した歌手オーディションの番組タイトルが「君でもスターだよ!」。
- 第105回（7月31日放送）で荒巻がアキのことを「あの薄汚ねえシンデレラの娘」と言う（元ネタは小泉が主演したドラマ『少女に何が起ったか』（TBS）で石立鉄男演じる川村刑事の名セリフ）。
- 第107回（8月2日放送）で荒巻を密着取材するドキュメンタリー番組のタイトルが「プロダクトA」。

その他
- ヒロシが落ち込んでスナック梨明日に入る際のBGMとして、お笑い芸人ヒロシがネタで用いる「ガラスの部屋」（ペピーノ・ガリアルディ）を使用する。
- 第55回（6月3日放送）の観光協会で海女クラブの陰口をたたくシーンで、弥生が「んだんだんだ」と相づちを繰り返すところで吉田が「1の2面でコイン集めてんのか！」と突っ込みを入れる。
- 第87回（7月10日放送）における三又又三が登場するシーンのBGMが、三又のネタ「三又ダンス」で使用されている「狙いうち」（山本リンダ）。
- 鈴鹿がアキの「じぇじぇ」を真似するも言い間違えて「じょじょ」と言った後にセルフ突っ込みで「“じょじょ”は奇妙な冒険よね」と言い、梅頭がジョジョ立ちの真似をする。
- ユイの非行が書き込まれたネット掲示板に「夜中にバールのようなもので自販機をこじ開け」という表現（元ネタは清水義範の同名小説 または同小説を元にした立川志の輔の創作落語）。
- 第108回（8月3日放送）で水口がスカウトマンになる前に「バースデイ・オブ・エレファント」というロックバンドでベースを担当していたと語るシーンがあるが、演者の松田は映画『NANA』でベーシストを演じている。ライターの木俣冬は音楽業界を舞台とし少女2人の関係を描いているということに本作との共通性を指摘している。

このような演出技法については元々宮藤の手がけた作品の脚本に「1シーンに面白要素を詰め込みすぎる」傾向があることと、演出担当が「今までやったことないことにいろいろチャレンジ」した結果であり、古田も「宮藤くんにはこの15分という“朝ドラ”が合っているような気がします」と語っている。

### その他
異分野のディレクターの起用
第2ディレクターとして起用された吉田照幸は元々『サラリーマンNEO』などのバラエティ番組の演出を手がけており、それまでドラマ演出の経験は全くなかった。この異色とも言える起用について、チーフディレクターの井上剛は「（あまちゃんを）ドラマドラマしてない、テレビ的なものにしたいと思っていた」「吉田はドラマのディレクター以上にドラマにも精通している」「ドラマのディレクターにない視点や発想を持っているわけですから、そういったものを取り入れたかった」と語り、プロデューサーの訓覇圭も「バラエティのディレクターにドラマを撮ってもらうのは、決して冒険ではなくて、テレビの原点に帰るという意味合いでは、むしろ当然のこと」と述べている。
なお、吉田は本作以降はドラマや映画の演出を多く手掛け、2020年上期の連続テレビ小説『エール』ではチーフディレクターを担当している。
実在の人物や映画を基調とした設定
ライターの藤木TDCは、Webサイト「日刊ナックルズ」への署名記事 において、特に東京編においてストーリーや設定が劇中にもレコードや映像が登場したセイントフォーのアイドル映画『ザ・オーディション』などいくつかの実在の人物や映画を基にしているのではないかと推測・指摘している。
長回し撮影
能年が自身のブログ や番組公式サイト内 で明かしたところによると、第103回（7月29日放送）で鈴鹿と春子が直接対面する場面では、15分間のほぼ全編で長回し撮影が行われたという。ただし、実際の放送では複数のカメラが用いられており、さらに回想シーンが挿入されているため、映像上の「ワン・シーン、ワン・カット」ではなく芝居上の「長回し」である。
カメラポジションの倍増
セット撮影におけるカメラの台数は5台程度と従来並み。しかし、同じシーンを全く違うカメラの位置に変えて再び撮影するため、1シーンあたりで用いられるカメラポジションが、通常のドラマの倍になっている。この手法にともない、テストの回数を減らし、軽い場当たりの後にすぐ本番に入るシステムを取ったという。
実際のニュース映像を用いない震災描写
第133回（9月2日放送）の震災描写は当時のニュース映像を一切使わず、春子（小泉）のナレーションと人々の表情、観光協会のジオラマのみで表現した。
生演奏
通常ドラマ内での歌唱時は事前にスタジオで収録した演奏を用いることが多いが、第153回（9月25日放送）で鈴鹿がリサイタルで歌唱した「潮騒のメモリー」は、バンドによる生演奏が行われている。このシーンの収録をするにあたっては、バンドメンバーと薬師丸がスタジオに集まり、2日間の打ち合わせとリハーサルが行われている。

## 受賞

### ドラマ
- 第51回放送批評懇談会ギャラクシー賞[73]
  - テレビ部門大賞
  - 2013年9月度月間賞
- 東京ドラマアウォード2013[74]
  - グランプリ
  - 主演女優賞（能年玲奈）
  - 助演女優賞（小泉今日子）
  - 脚本賞（宮藤官九郎）
  - 演出賞（井上剛チーフディレクター）
  - プロデュース賞（訓覇圭チーフプロデューサー）
  - 特別賞（大友良英）
- 第78回ザテレビジョンドラマアカデミー賞[75][注 22]
  - 最優秀作品賞
  - 主演女優賞（能年玲奈）
  - 助演女優賞（小泉今日子）
  - 脚本賞（宮藤官九郎）
  - ドラマソング賞（天野春子「潮騒のメモリー」）
  - 特別賞（大友良英）
- 第23回TV LIFE 年間ドラマ大賞2013[76]
  - 主演女優賞（能年玲奈）
  - 新人賞（能年玲奈）
- 第38回エランドール賞
  - 新人賞（能年玲奈、福士蒼汰、橋本愛、東出昌大）[77]
  - 特別賞（「あまちゃん」制作チーム）[78][リンク切れ]
- 第22回橋田賞
  - 橋田賞
  - 新人賞（能年玲奈）
- 第40回放送文化基金賞[79][リンク切れ][80]
  - 優秀賞
- 第17回日刊スポーツ・ドラマグランプリ
  - 主演女優賞（能年玲奈）

### 音楽
- 第55回日本レコード大賞作曲賞
  - 大友良英 - 「あまちゃん オープニングテーマ」「潮騒のメモリー」
  - Sachiko M - 「潮騒のメモリー」
- 第26回ミュージック・ペンクラブ音楽賞
  - 最優秀コンサート・パフォーマンス賞（大友良英&「あまちゃん」スペシャル･ビッグ･バンド）

### その他
- 2013ユーキャン新語・流行語大賞年間大賞（本作の台詞より「じぇじぇじぇ」）[注 23]
- ウーマン・オブ・ザ・イヤー2014 ヒットメーカー部門準大賞（岩倉暢子：日本放送協会デザインセンター映像デザイン部） - 岩倉は本作美術担当スタッフ。前述のタイトルロゴや作品内のグラフィックデザインなど、美術スタッフの本来の仕事の枠を超えた提案を行った。[81]
- 第4回ロケーションジャパン大賞グランプリ[82]
- 岩手県地域振興表彰[83]
- 第41回伊藤熹朔賞テレビ部門本賞[78]

## 反響およびエピソード

### 視聴率
ビデオリサーチ調べによる初回視聴率は関東地区で20.1%、関西地区で14.6%を記録。関東地区においては、前作『純と愛』の初回視聴率（19.8%）を上回り、2006年度下半期の『芋たこなんきん』（20.3%）以来の視聴率20%超えとなった。その後も第5週を除くすべての週で最高視聴率が20%を超えているが、これは地上波本放送のみの視聴率であり、週刊誌上では「再放送や録画を含めると視聴率50%を超えるといわれる」との言及もある。初回視聴率20%超えを記録した作品では、2016年度下半期の『べっぴんさん』まで8作連続で続くこととなった。
このような高視聴率を維持していることに関して、作家・司会者の亀和田武はアイドル評論家の中森明夫との対談の中で「会話のテンポが良くて明るくて」「細部までああだこうだと、こういう対談ができるほど楽しめる複雑な要素（があることが好調の要因）」「東北を舞台にしたドラマを作るなら笑いが必須」と指摘し、中森は「脚本の密度がすごく濃いのがいい」「従来の主な視聴者である熟年層向けの明るいホームドラマ路線に加え、僕らサブカルチャー、アイドル好きも見たくなる小ネタや青春アイドル路線にもしっかり目配りしている」と指摘している。
その一方で関西地区では、関東地区と比べ視聴率が6月時点で平均6.8ポイント下回るなど、それまでの連続テレビ小説に比べても東西差が激しい傾向が見られる。これについて産経新聞では、元民放プロデューサーの意見として、脚本を手がけた宮藤官九郎の「サラッとした笑いというかコメディー」が関西で好まれる「ちょっと濃いもの」とは異なるからではないかと指摘している。初期は関西での視聴率は苦戦したものの、その後中盤から徐々に数字をのばし、最終回は関西でも21.1％を記録している。
最高視聴率は、地上波では第145回（9月16日放送）の27.0%、BSプレミアムでは最終回（9月28日放送）の7.9%。
全期間平均視聴率は地上波が関東地区で20.6%、関西地区で16.9%、BSプレミアムが5.5%。2004年からの10年間において、地上波では2012年上半期の『梅ちゃん先生』に次ぐ2位となり、2011年4月より朝ドラを放送し始めたBSプレミアムでは過去最高の記録となった。
また、2013年12月31日放送の『第64回NHK紅白歌合戦』での特別編は、ラストの出演者全員による「地元に帰ろう」を合唱した21時50分の場面で毎分別視聴率50.0%を記録し、同番組の歌手別視聴率では2位となった。
『あまちゃん』以後の連続テレビ小説である『ごちそうさん』『花子とアン』『マッサン』はいずれも週平均視聴率が20%を上回り、番組によっては『あまちゃん』をも超えるヒット作となっているが、これについて、ORICON STYLEが2014年に10代から40代の男女を対象に実施した連続テレビ小説に関するアンケートで「朝ドラを観るきっかけになった作品」について質問したところ、『あまちゃん』が2位以下に大差をつけて1位に選ばれており、ORICON STYLEでは『あまちゃん』で定着した視聴習慣が以後の作品の高視聴率に影響を与えていると分析しており、また、NHKメディア研究部も『あまちゃん』あたりから朝ドラ視聴に参入していると分析している。

### 各種ランキング

#### 映像作品
9月27日発売の『あまちゃん 完全版 BOX1』は、9月12日時点で1万6000セット（Blu-ray：9000、DVD：7000）の予約申し込みがあり、これは近年高視聴率を獲得した『ゲゲゲの女房』（2010年上半期放送）、『梅ちゃん先生』の約10倍に及ぶという。そして、オリコンの10月7日付週間ランキングのBlu-ray、DVDドラマ部門でそれぞれ1位を獲得した（Blu-ray総合17位、DVD総合20位）。
11月8日発売の『あまちゃん 完全版 BOX 2』は、発売初週にDVD7,370枚、BD10,618枚を売り上げて、11/18付のオリコン週間DVD、BD両ランキングのドラマ部門で共に1位（DVDランキング総合では6位、BDランキング総合では2位）を獲得。DVD総合ランキングにおいて、朝ドラのソフトとしては2008年に発売された『ちりとてちん 完全版 DVD-BOX I』の歴代最高位記録だった8位を超える記録となった。
2014年1月10日発売の『あまちゃん 完全版 BOX 3』では、前年末の総集編集中放送や紅白歌合戦出場などの効果もあり、オリコンランキングの記録をさらに更新し、DVDが初週8158枚でDVD総合2位、BDが1万1939枚でBD総合5位となり、同年1月20日付の週間ランキングドラマ部門でともに1位となった。これにより朝ドラのソフトとして歴代トップかつ初の総合ベスト3入りを果たした。

#### 書籍
2013年7月30日に発売された本作品のドラマガイドブック第2弾となる『NHKドラマ・ガイド 連続テレビ小説 あまちゃん Part2』は、オリコンの8月12日付の“本”ランキングTV番組関連本部門で初登場1位（総合で初登場11位）を獲得した。連続テレビ小説のガイドブックが同部門で1位を獲得したのは、これが初である。
8月29日発売のメモリアルブック『NHK連続テレビ小説 あまちゃん 能年玲奈 featuring 天野アキ 完全保存版』は、初版4万部が好調な売上を記録し、発売1週間後に1万部の増刷が決まった。なお、オリコンの9月9日付の"本"ランキングTV番組関連本部門で、ガイドブックに続いて初登場1位（総合で初登場10位）を獲得。

#### その他のランキング
4月のNHKオンデマンドの総合視聴数ランキングでは、上位20番組中17番組を本作が占めた（上位10番組が本作）。これは連続テレビ小説では初めての快挙となる。
7月に発表されたオリコンのアンケート調査「2013年上半期最もブレイクしたと思う女優・俳優」において、女優部門では能年玲奈が1位、橋本愛が2位にそれぞれランクインし、俳優部門では福士蒼汰が1位に選ばれた。また、同月に発表されたオリコンのアンケート調査「2013年上半期エンタメ流行語」において、本作品で登場人物が使用する「じぇじぇじぇ」が2位にランクインした。同年11月発表の「2013年 ブレイク俳優ランキング」では、福士が2位、東出昌大が4位、松田龍平が5位にそれぞれランクインした。同年12月発表の「2013年 ブレイク女優ランキング」では、能年が1位、有村が2位、橋本が6位、小泉が7位にそれぞれランクインした。
ビデオリサーチの「テレビタレントイメージ調査」第82回調査（2013年8月度）では、小泉今日子が2004年8月度以来9年ぶりのトップ20（12位）入りを果たした。
月刊情報誌『日経トレンディ』（日経BP社）が発表した「2013年ヒット商品ベスト30」において、本作が上半期ランキングで28位、年間ランキングで7位に選ばれた。

### ネット上での反応
放送開始後から、番組内のシーンなどをイラストにしてTwitterで公開するユーザーが多数おり、特に5月末から6月はじめにかけてはTwitter上で「あまちゃん絵祭り」（あま絵祭り）と称する、一般ユーザーのみならずプロの漫画家なども参加する突発的ブームともいえる状況となった。これはこなみ詔子とひうらさとるの何気ないやりとりから「#あま絵祭り」というハッシュタグが生まれたことから始まったもので、これに吉田戦車、折原みと、モリタイシ、末次由紀らが自然発生的に参加したものであった。
また、Twitter上では東京編の主要人物である水口琢磨（松田龍平）に対する女性の人気が高く、無防備な雰囲気やクールさと熱さのギャップ、アキとの少女漫画的なつかず離れずの距離感などが、視聴者の「萌え」を呼び起こしたとして「#ミズタク俺の部屋祭」というハッシュタグが現れている。特に水口が北三陸までアキを迎えに行く第93回（7月17日放送）は「伝説の回」とされ、この日の0時（深夜）放送の総合のニュース番組『NEWS WEB』では、その日につぶやかれたすべての日本語のツイートを分析し、前日に比べ2倍以上つぶやきが増えた単語をランキング化して、その中からいくつかの単語を詳しく紹介するコーナー「つぶやきビッグデータ」で、水口の通称「ミズタク」が紹介された。その際には、第93回の水口がアキに自分の思いを語る映像とともに、Twitterユーザーの感想も紹介された。評論家の宇野常寛が主宰するサブカルチャー批評誌『PLANETS』では、この人気を漫画『進撃の巨人』のキャラクター・リヴァイ兵長のそれと対比するトークイベントを企画している。
第76回（6月27日放送）で、おニャン子クラブの「セーラー服を脱がさないで」を聞いた甲斐（演：松尾スズキ）が「歌だって（会員番号）4番より春ちゃんのほうが上手い」と話す場面が放送されるが、これについて「4番」の該当者である新田恵利が自身のブログで、歌唱力に言及するセリフにショックを受けるとともに、「（脚本家である）宮藤の見解」と解釈し落胆の気持ちを明かしている。

### 経済効果
岩手県経済への波及効果
- 故郷編のロケ地となった岩手県久慈市の観光施設には、放送開始から多くの観光客が訪れており、初の大型連休となったゴールデンウィーク期間中（4月27日 - 5月6日）は前年同時期の約2倍となる約11万人が訪れた。また、素潜り漁シーズンの7・8月には小袖海岸に前年同時期の約23倍となる約7万5千人の観光客が訪れている。
- 北三陸鉄道リアス線のモデルとなった三陸鉄道北リアス線は、久慈駅 - 田野畑駅間の7 - 9月における総乗降者数が前年の5割増となった。また、6月1日より久慈駅 - 田野畑駅間で企画列車「お座敷列車北三陸号」の運行を土休日に行なっており、当初は9月23日までの予定であったが、連日満席となるほどの人気を受けて10月14日まで延長された。
- 岩手銀行系列のシンクタンクである岩手経済研究所の試算・推計によると、本作による岩手県経済への波及効果は32億8,400万円に上り、誘発される就業者数は465人になるという。これは、前年に盛岡市で開催された東北六魂祭の経済効果22億700万円を凌ぐものであるという。

ドラマ中のアイテム
- ドラマ内で名産品として取り上げられた琥珀は放送後人気が高まり、東経連ビジネスセンター（仙台市）はドラマのモデルである久慈市の製造販売業者「久慈琥珀」をマーケティングおよび知的財産事業化支援事業の採択先とし、久慈市の琥珀を高級ブランドとして確立し支援することを決めた。
- 主人公・アキが劇中でうに丼を売る際に首から下げているがま口が注目され、使用された中川政七商店（奈良市）の商品は、2013年5 - 7月に前3か月の10倍を売上げ、7月には完売する人気となった。この影響で手芸店でもがま口制作用品の売上が同年6月時点で前年比160%となり、人気にあやかった販売促進を進めているほか、他のがま口専門店でも上半期の売上が2年前の2倍となり、運営会社秀和（京都市）は同年より8月8日を「がま口の日」とした。

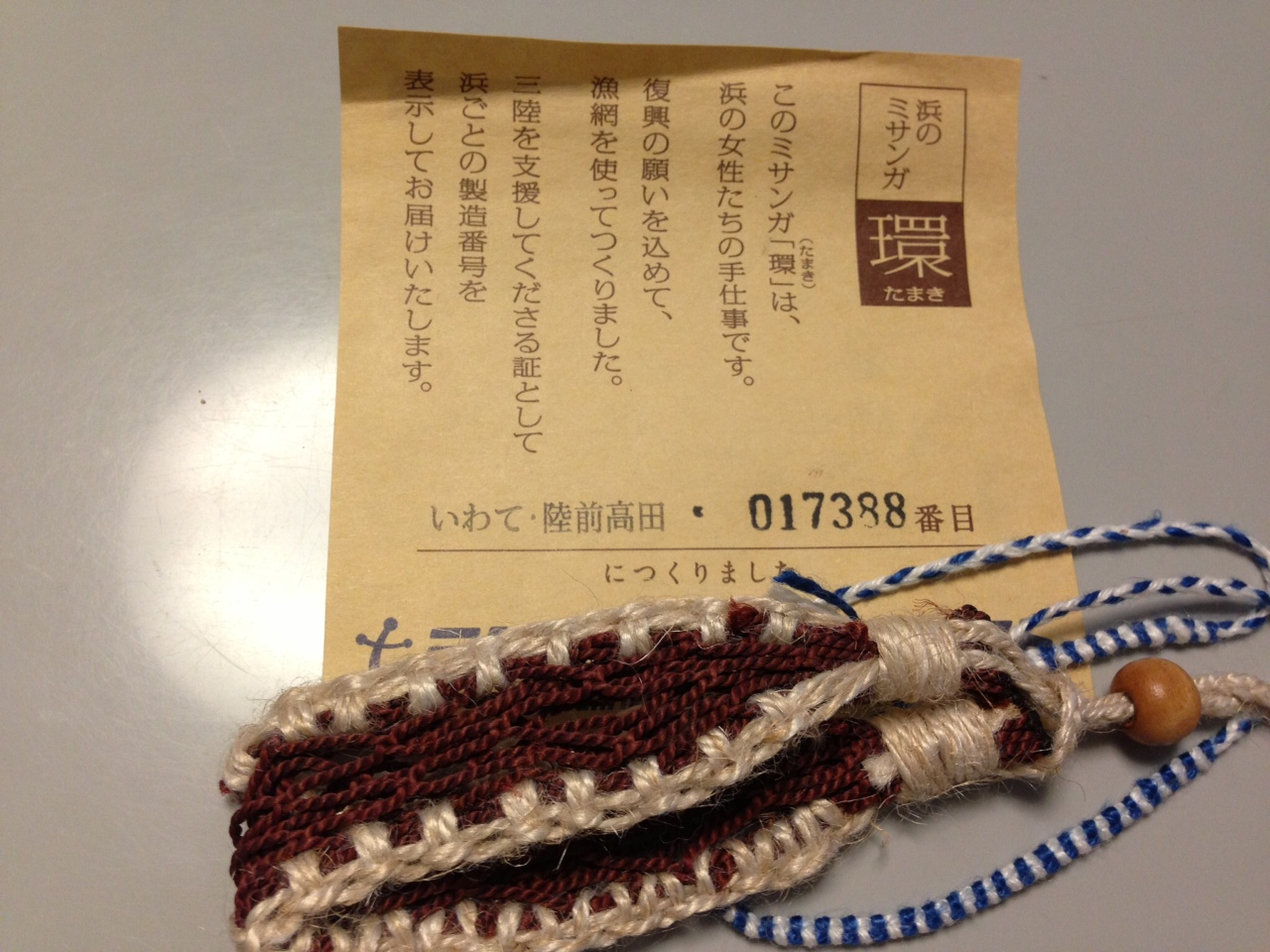
浜のミサンガ 環

- 第24週では震災後に浜辺に放置された魚網を再利用してミサンガを作る場面があったが、実際に三陸では同様の趣旨でのミサンガ「浜のミサンガ 環」が販売されており、一部では『あまちゃん』のミサンガのモデルと報じられた。ドラマ放送の影響により、この三陸のミサンガに注文が殺到して売り切れまで生じ、放送の数日後には3000以上の在庫が完売に至った。
- 「北の海女」や「南部もぐり」「琥珀」などの北三陸の文化や工芸などを題材にし、本作のタイトルロゴをデザインに使用したオリジナルフレーム切手『北三陸・北限の海女』が7月19日から岩手県内の郵便局で、25日からは郵便局のネットショップでそれぞれ販売された。また、切手発売を記念して、22日には久慈市で贈呈式が行われた。

ドラマの関連グッズ
- ライセンスを取得した本作の関連グッズが200種類を突破したことが、9月12日にライセンス窓口となるNHKエンタープライズから発表された。同社は「NHKの番組の関連グッズが100種類を突破することが非常に珍しく、200種類を突破したのは今回が初めてでないか」としている。また、同社は関連グッズの人気を受けて、それらを集めたオフィシャルサイト「あまちゃん★モール」を開設した。

これらのドラマによる経済効果のことを一部メディアでは、第2次安倍内閣の経済政策の通称「アベノミクス」になぞらえて「アマノミクス」と称している。

### その他の影響

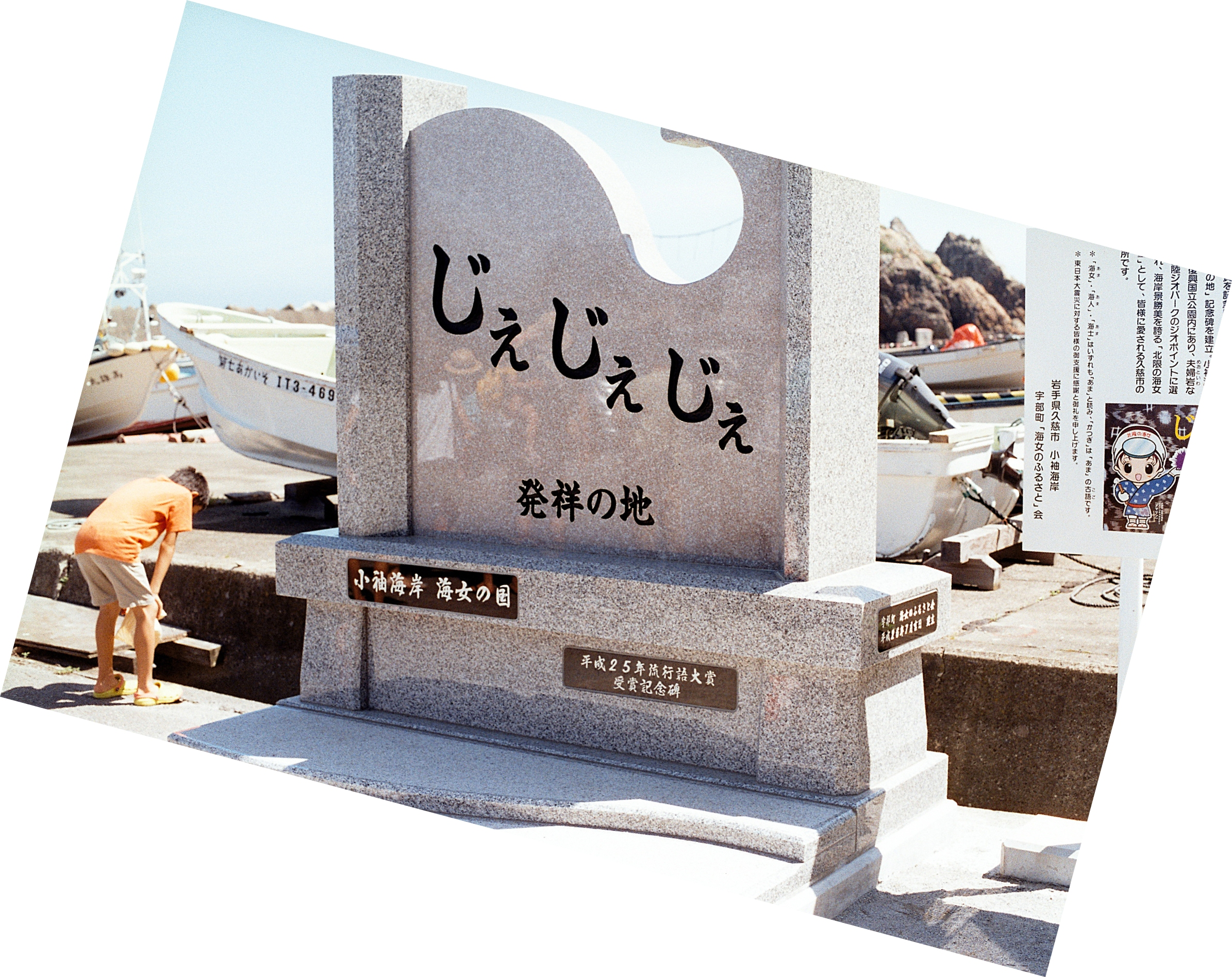
久慈市・小袖海岸に設置された「じぇじぇじぇ」流行語大賞受賞記念碑

久慈市では7時、12時、17時の毎日3回流れる時報メロディーが、7月1日からそれぞれ「あまちゃん」オープニングテーマ曲、同曲のスローバージョン、そして「潮騒のメモリー」に変更になった。2013年10月からは12時の時報メロディが「暦の上ではディセンバー」に変更になった。
岩手県立種市高校海洋開発科に昔から伝わる「南部ダイバー」が本作の劇中歌として使用され、その反響から同校の生徒たちと達増拓也岩手県知事が東日本大震災後に全国から寄せられた支援への感謝のかたちとして、8月7日に同曲を合唱録音し、それを24日から同校のホームページで公開した。また、同月10日からは種市高校のある洋野町の8時の時報メロディーも、「南部ダイバー」に変更になった。また、このドラマが放送されるまでは「南部ダイバー」を歌う際には腕振りはしていなかったが、ドラマ収録時に能年玲奈と蟹江敬三が歌に合わせてアドリブで腕振りをしてしまい、ドラマ内で「南部ダイバー」を歌う他のシーンでも腕振りをすることになってしまった ことから、「南部ダイバー」は腕振りをして歌う歌だという認識が広まるきっかけとなった。
岩手県は、本作を通じて観光や地域活性化に多大な貢献をしたとして、本ドラマに対して「岩手県地域振興表彰」を贈呈した。また、埼玉県は本作において県の魅力発信やイメージの向上に大きく貢献したとして、9月6日にGMTリーダーの入間しおりを演じる松岡茉優に感謝状を贈呈した。
前述の「あま絵」や「アマノミクス」のほか、本作のファンのことを指す「あまラー」、視聴形態による「早あま」「朝あま」「昼あま」「夜あま」「週あま」「録あま」、放送終了後の喪失感を指す「あまちゃんロス（あまロス）症候群」「PASD（あまちゃん後ストレス障害）」、総合の本放送直後に放送される『あさイチ』でのキャスター陣 やゲストの本作感想トークを指す「あま受け」、総合の再放送直後の『NHKニュース』冒頭での本作を観たNHKアナウンサー の表情を指す「昼あま受け」など、さまざまな造語がメディアなどによって生みだされた。なお、「あまロス」は『2013ユーキャン新語・流行語大賞』のノミネート50語に、本作から年間大賞を受賞した「じぇじぇじぇ」と共に選出された。
日本国外では台湾やタイ、インドネシアなどでの放送が決定。ヨーロッパではフランスの大手新聞『ル・モンド』が、日本における本作のブームを紹介している。フィリピンにおいてはタガログ語吹き替え版の放送が決定、現地においてはおしん以来25年ぶりに連続テレビ小説が放送されることとなる。
宮藤作品の常連俳優である阿部サダヲは、2013年9月16日放送の日本テレビ系『しゃべくり007』にゲスト出演した際に、本作への出演の期待を抱いていたものの結局最後まで出演依頼が無く「最後の方で出れんじゃないかって思っていた自分がすごいイヤ」「寂しかった」などと語っている。
番組放送を機に、久慈市に「あまちゃんハウス」がオープン。小道具や衣装の展示等を行っている。2016年8月30日、台風10号により久慈川が氾濫し久慈市中心部の「あまちゃんハウス」が浸水し大きな被害を受け休業していたが、翌2017年4月9日より本格的に営業を再開した。2016年9月18日、ドラマでも登場した久慈秋まつりにのん(ドラマ放送当時は能年玲奈)が参加する予定だったが、台風による被害が大きく中止となった。のんは翌2017年9月17日の久慈秋まつりに参加した。

## スタッフ
- 作 - 宮藤官九郎
- 音楽 - 大友良英[注 30]
- 制作統括 - 訓覇圭、菓子浩
- アニメーション - 鉄拳
- 岩手ことば指導 - 若野裕子、菊地伸枝、だるま太朗
- 宮城ことば指導 - 齋藤綾乃
- 佐賀ことば指導 - 樋渡真司
- 潜水指導 - 金子英敏、千海
- 料理指導 - 西澤辰男
- 寿司指導 - 安齋寛
- ダンス指導 - 木下菜津子
- ボーカル指導 - Noriko.K
- 所作指導 - 花柳寿楽
- ジオラマ製作指導 - 小山義記
- ミサンガ製作指導 - 藤澤とみ子
- 琥珀採掘指導 - 上山昭彦
- コーヒー所作指導 - 山口紗代子
- 医事指導 - 渡邉善則
- 華道指導 - 倉田克史
- マジック指導 - 内田伸哉
- 美術アドバイザー - 磯見俊裕
- 衣装アドバイザー - 伊藤佐智子
- アイドル衣装監修 - 西川まり
- ポスター制作 - 吉良進太郎[152]
- 資料提供 - 久慈琥珀博物館
- 撮影協力 - 岩手県、岩手県久慈市、久慈市漁業協同組合、三陸鉄道、東京都台東区
- 演出 - 井上剛、吉田照幸、梶原登城、西村武五郎、桑野智宏
- エキストラ - 岩手県久慈市・洋野町・田野畑村・埼玉県寄居町・神奈川県藤沢市・千葉県館山市・鋸南町・勝浦市の皆さん、劇団ひまわり、劇団東俳、クロキプロ、岩手スマイルプロダクションほか
- 副音声解説 - 松田佑貴
- 「あまちゃん1週間」&「5分であまちゃん」ナレーター - 小林千恵（NHKアナウンサー）

## 放送日程
2013年4月1日から同年9月28日の26週・全156回。
- 4月3日の第3回の再放送（総合）は、『第85回選抜高校野球大会』放送のため、12時15分 - 12時30分に放送。
- 同年の7月27日の第102回の再放送（総合）は、『第95回全国高校野球選手権』地区大会放送のため、和歌山局は17時 - 17時15分、奈良局は17時45分 - 18時にそれぞれ放送。
- 7月29日の第103回の再放送（総合）は、『第95回全国高校野球選手権』地区大会放送のため、大津局は16時5分- 16時20分に放送。
- 8月6日の第110回の本放送（総合）は、『広島平和記念式典』中継のため、中国地方は7時45分 - 8時に、その他の地域は8時37分 - 8時52分に、それぞれ放送。
- 8月23日の第125回の本放送（総合）は、MLB中継のため、マルチ編成となり、メインチャンネルで放送[注 31]。
- サブタイトルの冒頭は、全てアキの一人称である「おら」から始まる。
- 6月から、アメリカ合衆国ハワイ州の日系人向けのケーブルテレビ局で英語字幕付きで放送されている。また11月11日[153] から台湾のケーブルテレビ局ビデオランド（中国語版）の日本チャンネル（中国語版）で中国語字幕付き、2014年2月からタイでタイ語吹き替えで相次いで放送される[154][155]。

|                                                                               | 週 | 回      | 放送日              | サブタイトル                   | 演出       |
| ----------------------------------------------------------------------------- | -- | ------- | ------------------- | ------------------------------ | ---------- |
| 第1部 故郷編                                                                  | 1  | 01-06   | 04月01日 - 04月06日 | おら、この海が好きだ！         | 井上剛     |
| 第1部 故郷編                                                                  | 2  | 07-012  | 04月08日 - 04月13日 | おら、東京さ帰りたくねぇ       | 井上剛     |
| 第1部 故郷編                                                                  | 3  | 013-018 | 04月15日 - 04月20日 | おら、友だちができた！         | 吉田照幸   |
| 第1部 故郷編                                                                  | 4  | 019-024 | 04月22日 - 04月27日 | おら、ウニが獲りてぇ           | 井上剛     |
| 第1部 故郷編                                                                  | 5  | 025-030 | 04月29日 - 05月04日 | おら、先輩が好きだ！           | 梶原登城   |
| 第1部 故郷編                                                                  | 6  | 031-036 | 05月06日 - 05月11日 | おらのじっちゃん、大暴れ       | 吉田照幸   |
| 第1部 故郷編                                                                  | 7  | 037-042 | 05月13日 - 05月18日 | おらのママに歴史あり           | 梶原登城   |
| 第1部 故郷編                                                                  | 8  | 043-048 | 05月20日 - 05月25日 | おら、ドキドキがとまんねぇ     | 吉田照幸   |
| 第1部 故郷編                                                                  | 9  | 049-054 | 05月27日 - 06月01日 | おらの大失恋                   | 西村武五郎 |
| 第1部 故郷編                                                                  | 10 | 055-060 | 06月03日 - 06月08日 | おら、スカウトされる!?         | 梶原登城   |
| 第1部 故郷編                                                                  | 11 | 061-066 | 06月10日 - 06月15日 | おら、アイドルになりてぇ！     | 吉田照幸   |
| 第1部 故郷編                                                                  | 12 | 067-072 | 06月17日 - 06月22日 | おら、東京さ行くだ！           | 井上剛     |
| 第2部 東京編                                                                  | 13 | 073-078 | 06月24日 - 06月29日 | おら、奈落に落ちる             | 井上剛     |
| 第2部 東京編                                                                  | 14 | 079-084 | 07月01日 - 07月06日 | おら、大女優の付き人になる     | 吉田照幸   |
| 第2部 東京編                                                                  | 15 | 085-090 | 07月08日 - 07月13日 | おらの仁義なき戦い             | 西村武五郎 |
| 第2部 東京編                                                                  | 16 | 091-096 | 07月15日 - 07月20日 | おらのママに歴史あり 2         | 梶原登城   |
| 第2部 東京編                                                                  | 17 | 097-102 | 07月22日 - 07月27日 | おら、悲しみがとまらねぇ       | 梶原登城   |
| 第2部 東京編                                                                  | 18 | 103-108 | 07月29日 - 08月03日 | おら、地元に帰ろう!?           | 井上剛     |
| 第2部 東京編                                                                  | 19 | 109-114 | 08月05日 - 08月10日 | おらのハート、再点火           | 吉田照幸   |
| 第2部 東京編                                                                  | 20 | 115-120 | 08月12日 - 08月17日 | おらのばっぱ、恋の珍道中       | 桑野智宏   |
| 第2部 東京編                                                                  | 21 | 121-126 | 08月19日 - 08月24日 | おらたちの大逆転               | 梶原登城   |
| 第2部 東京編                                                                  | 22 | 127-132 | 08月26日 - 08月31日 | おらとママの潮騒のメモリー     | 吉田照幸   |
| 第2部 東京編                                                                  | 23 | 133-138 | 09月02日 - 09月07日 | おら、みんなに会いでぇ！       | 井上剛     |
| 第2部 東京編                                                                  | 24 | 139-144 | 09月09日 - 09月14日 | おら、やっぱりこの海が好きだ！ | 桑野智宏   |
| 第2部 東京編                                                                  | 25 | 145-150 | 09月16日 - 09月21日 | おらたち、いつでも夢を         | 西村武五郎 |
| 第2部 東京編                                                                  | 26 | 151-156 | 09月23日 - 09月28日 | おらたち、熱いよね！           | 井上剛     |
| 平均視聴率 20.6% （視聴率はビデオリサーチ調べ、関東地区・世帯・リアルタイム） |    |         |                     |                                |            |

## アンコール放送
BSプレミアムにて、2015年4月6日より10月3日までの半年間、毎週月曜 - 土曜の朝7時15分からの再放送が行われたほか、毎週土曜の18時 - 19時30分には、その週の放送6回分をまとめての再放送も行われた。
2023年4月3日から10月1日まで、NHK BSプレミアムおよびBS4Kでアンコール放送（毎週日曜 9時 - 10時30分に6回分まとめて再放送）された。

## 総集編
連続テレビ小説『あまちゃん』総集編 前編「おら、この海が好きだ！」
第1週から第12週までの「故郷編」を再構成したもの。本編の最後には、アキ（能年玲奈）とユイ（橋本愛）による「潮騒のメモリーズ」から春子（小泉今日子）にリレーするかたちで「潮騒のメモリー」の曲も紹介。
2013年10月14日放送分は、平成25年度（第68回）芸術祭参加作品 として、オープニングには「平成25年度 文化庁芸術祭参加」のテロップが追加された。
- 2013年7月14日13時5分 - 14時33分（総合、広島県のみ 13時31分 - 14時59分 ）
- 2013年7月21日15時30分 - 16時58分（BSプレミアム）
- 2013年10月14日08時20分 - 09時48分（総合）
- 2013年12月22日15時30分 - 16時58分（BSプレミアム）
- 2015年7月19日15時 - 16時28分（BSプレミアム）
- 2019年3月17日13時 - 14時28分（BSプレミアム）

連続テレビ小説『あまちゃん』総集編 後編「おらたち、熱いよね！」
第13週から最終週までの「東京編」と「帰郷編」を再構成したもの。
2013年10月14日放送分は前編と同様、オープニングには「平成25年度 文化庁芸術祭参加」のテロップが入った。
- 2013年10月14日10時5分 - 11時35分（総合）
- 2013年12月23日15時30分 - 17時（BSプレミアム）
- 2015年10月12日16時30分 - 18時（BSプレミアム）

朝まで“あま”テレビ
視聴者からの「これまでの放送をもう一度見たい」「途中から見はじめたので、最初のころの放送が見たい」などのリクエストに応えて、第1週から第20週までの週間ダイジェスト「あまちゃん一週間」を3夜にわたってまとめた再放送。
3日間共にオープニングで能年が見どころを紹介（第三夜ではエンディングにも出演し番組告知を行った）。第1夜のラストでは「潮騒のメモリー」、第2夜のラストでは「暦の上ではディセンバー」、第3夜では第19週の最後に「地元に帰ろう」がそれぞれフルコーラスで流れた。
番組ロゴは『朝まで生テレビ!』のパロディーになっていた。
- 2013年8月16日1時10分 - 3時53分（8月15日深夜） - 第1-8週分（総合）
- 2013年8月17日2時20分 - 4時2分（8月16日深夜） - 第9-13週分（総合）
- 2013年8月18日1時35分 - 4時（8月17日深夜） - 第14-20週分（総合）

暦の上ではディセンバー これで見おさめ!? じぇじぇじぇ！ “あまちゃん祭り”
第1週から最終週までの週間ダイジェスト「あまちゃん一週間」を5部構成10時間にわたって再放送。第1、3部の冒頭と第5部の最後には能年のコメントが入り、間には「あまちゃんヒットメドレー」として「南部ダイバー」「潮騒のメモリー」「暦の上ではディセンバー」「地元に帰ろう」のコーラス映像が挿入された。また第5部の本編後には本放送中に行われていた「あさイチ」出演の井ノ原快彦・有働由美子による番組感想トーク（通称「あま受け」）の特別版が行われた。
- 2013年12月30日（総合）
  - 8時 - 9時59分 - 第1部、第1 - 6週分
  - 10時5分 - 11時45分 - 第2部、第7 - 11週分
  - 12時15分 - 12時59分 - 第3部、第12 - 13週分
  - 13時5分 - 14時48分 - 第4部、第14 - 18週分
  - 15時5分 - 17時58分 - 第5部、第19 - 最終週分

## 関連番組
様々なメディアで話題になったこともあり、『あまちゃん』出演者やドラマ内の題材に絡めた番組が数多く制作・放送された。以下では、その中でも本番組に特に関連が深いものについて記す。
番組名の後ろに日付のないものはレギュラー番組（番組の詳細はそれぞれの番組の記事を参照）。放送日は特記なき限り2013年。
『あまちゃん』カウントダウン（総合、3月18日放送）
八木亜希子が司会を務め、能年玲奈、小池徹平、福士蒼汰が収録現場から本作の見どころをメイキング映像を交えて紹介。
『あまちゃん』徹底ガイド（総合、3月20日放送）
本作の見どころをメイキング映像を交えて紹介。
サウンドクリエーターズ・ファイル（NHK-FM）
3月24日放送分は「宮藤官九郎"あまちゃん"直前スペシャル」。通常はクリエーターやアーティストがマンスリーDJ（3月はONE OK ROCK）を務めるが、この週に限り宮藤官九郎と皆川猿時がDJを担当。ゲストとして、能年玲奈と大友良英が出演（他に宮藤の監督映画『中学生円山』主演の平岡拓真がゲスト出演）。オープニング曲のフルコーラスも初公開された。
10月6日と13日放送分は大友良英がDJを担当。本作品の秘蔵デモ音源が本邦初公開された。13日にはゲストとして、Sachiko Mと江藤直子が出演。
ドラマチック・アクターズ・ファイル（Eテレ）
ドラマ撮影の現場に密着し、福士蒼汰（3月26日）、小池徹平（4月2日）の個性、魅力に迫る。
あなたが主役 50ボイススペシャル『あまちゃんボイス』（総合、3月28日放送）
出演者やスタッフ、ロケ地の岩手県久慈市の人々の声を集めて放送。
おやすみ日本 眠いいね!（総合）
宮藤官九郎がホスト役を務める不定期放送の深夜番組で、3月31日深夜放送分の企画VTR「眠れる声の美女」に能年玲奈と橋本愛が出演（NHK-FMとの同時放送）。
9月21日深夜放送分には片桐はいりがゲストとして生出演。本編前の生予告に小池徹平、本編の生放送には荒川良々と村杉蝉之介がそれぞれ電話出演。さらに、スタジオでは岩手県久慈市の人たちが「まめぶ汁」を調理して出演者にふるまうなどした。
ゆうどきネットワーク（総合）
水曜日のコーナー「人生ドラマチック」に平泉成（4月3日）、宮本信子（10月23日）がゲスト出演。宮本の出演回では宮藤官九郎と能年玲奈がそれぞれVTRで出演。
あさイチ（総合）
金曜日のコーナー「プレミアムトーク」に小泉今日子（4月5日）、宮藤官九郎（5月24日）、宮本信子（6月21日）、能年玲奈（9月20日）がゲスト出演し、本作の話題を中心にトークを展開。小泉の出演回では能年と宮藤、宮本の出演回では能年、能年の出演回では宮本がそれぞれVTRで出演。さらに、能年の出演回では渡辺えりがサプライズゲストとしてスタジオ生出演。
12月6日は「"あまちゃん"スペシャル! 女三代語ります」と題して、能年、小泉、宮本、それに宮藤の出演回からの映像の一部を紹介。特別ゲストとして木野花が出演し、VTR明けには本作の裏話を語る。
土曜スタジオパーク（総合）
4月6日は「土曜スタジオパークin岩手」と題して、通常のNHKスタジオパークからの放送ではなく、ロケ地となった岩手県久慈市の岩手県久慈市文化会館アンバーホールからの公開生放送。能年玲奈と宮本信子がゲスト出演。
スタジオパークからこんにちは（総合）
小池徹平（4月8日）、美保純（4月30日）、杉本哲太（5月9日）、木野花（5月27日）、渡辺えり（6月10日）、古田新太（6月26日）、皆川猿時（8月7日）、福士蒼汰（8月28日）、大友良英（9月2日）、鉄拳（9月9日）、橋幸夫（11月14日）、尾美としのり（11月29日）がゲストで出演し、本作の話題を中心にトークを展開。杉本と皆川、福士の出演回では能年玲奈、古田の出演回では木野、橋の出演回では宮本信子がそれぞれVTRで出演。大友の出演回では、冒頭にあまちゃんスペシャルビッグバンドが「あまちゃん オープニングテーマ（ロングバージョン）」「あまちゃんクレッツマー」「灯台」の3曲を生演奏。
NHKとっておきサンデー（総合）
1週間分のダイジェスト版「あまちゃん一週間」に加えて、4月14日・6月2日放送分では撮影の裏側（前者では水中撮影、後者では美術デザイン）、6月30日放送分では東京編の主要登場人物の紹介と今後の展開をそれぞれ紹介。5月19日・6月30日放送分では能年玲奈がVTRで出演。
8月25日・9月1日放送分では2週連続で「あまちゃん特集」を放送。第1週は視聴者からNHKに寄せられた反響、第2週は岩手県久慈市周辺のロケ地訪問をそれぞれ紹介。
9月22日放送分では食べ物・キャラクター・音楽の3つのポイントに着眼点を置いて、第25週までを振り返る「じぇじぇじぇな あまちゃん」を放送。
まだ間に合う！『あまちゃん』（総合、5月5日放送）
第5週までのダイジェストと能年玲奈へのインタビューを交えた番組撮影風景、および今後の一部予告を紹介。
岡田惠和 今宵、ロックバーで〜ドラマな人々の音楽談義〜（NHK-FM、ラジオ第1）
ゲストとして宮藤官九郎（5月18日）、美保純（6月15日）、福士蒼汰（7月6日）、宮本信子（9月28日）、有村架純（11月9日）が出演（放送日はNHK-FM基準）。
SWITCHインタビュー 達人達（Eテレ）
5月25日放送分で宮藤官九郎と葉加瀬太郎が「脚本家の妄想力 バイオリニストの爆発力」と題して、前半部分は本作で登場する天野家の10代の春子の部屋でトークを展開。小泉今日子と映画『中学生円山』出演の坂井真紀がそれぞれVTRで出演。
情報まるごと（総合）
6月18日放送分で大友良英が本作の音楽にかける思いを語るVTR（仙台局制作）を、9月13日放送分で「あまちゃんファン感謝祭」終了直後の能年玲奈へのインタビューを放送。
宮藤官九郎の"俺のmyミュージック" (NHK-FM)
7月12日 - 9月20日放送の、宮藤官九郎がDJを務める音楽番組。番組内において本作で取り上げた1980年代の楽曲にまつわるエピソードを取り上げる。
夏だ！あまちゃん！じぇじぇじぇ旅('jjj')！（ラジオ第1、8月4日）
ロケ地の岩手県久慈市周辺の魅力を伝える紀行番組で、大友良英がゲスト出演。進行は柴原紅キャスター。
第45回思い出のメロディー（総合、ラジオ第1、8月10日放送）
能年玲奈と宮本信子が企画コーナー内でプレゼンターを務めた。また、千住明が指揮する千住明プレイヤーズプレイヤーズが「あまちゃん オープニングテーマ（ロングバージョン）」を演奏した。
しあわせニュース（総合）
8月17日放送分の「NHKしあわせニュース2013夏」では、能年玲奈と福士蒼汰がゲスト出演、本作品の裏話を語った。
12月31日放送分の「NHKしあわせニュース2013」では、盛岡局紹介の、この1年、あまちゃんブームに沸いた街として、本作品の「喫茶リアス／スナック梨明日」のモデルとなった岩手県久慈市の喫茶店から中山準之助アナウンサーが久慈市の人々の反応などリポート。スタジオゲストのピエール瀧と優希美青も本作品の裏話を語った。
秋の夜長の"あまちゃん"ライブ 〜大友良英と仲間たち大音楽会〜（総合、9月13日放送）
大友良英率いるあまちゃんスペシャルビッグバンドによる公開スタジオライブ（8月30日収録）の模様を放送。ゲストとして能年玲奈、古田新太が出演し、宮藤官九郎もVTRでコメントを寄せた。ナレーションは宮本信子。司会は久保田祐佳アナウンサー。
12月29日深夜には「完全版」として、9月放送時にはカットされた内容を含めたロングバージョンが放送された。
伝えてピカッチ（総合）
9月21日放送分であまちゃん軍団として能年玲奈、渡辺えり、木野花、安藤玉恵の4人が出演。
あまちゃんファン感謝祭 じぇじぇじぇ祭り（総合、9月23日放送、岩手県内のみ9月15日先行放送）
9月6日に岩手県盛岡市の岩手県民会館で公開収録されたファン感謝イベントの模様を放送。ゲストとして能年玲奈、小池徹平、塩見三省、渡辺えり、宮本信子が出演し、杉本哲太と荒川良々がVTRでコメントを寄せた。また、久慈高校吹奏楽部が「あまちゃん オープニングテーマ」「潮騒のメモリー」の演奏も行った。司会は村上由利子アナウンサーと漆原輝アナウンサー。制作は盛岡局。
このイベントは事前公募により2,000人を招待するところ、約15,000通の応募があり、東北各地はもとより全国から申し込みがあった。
日本中が元気になる! 全国「あまちゃん」マップ あなたの町おこしキャンペーン（総合）
10月3日 - 11月10日放送の不定期放送の2分のミニ番組。番組内容は後述の「関連キャンペーン」を参照。
12月29日には集大成として『地元アイドル大集合! にっぽん再発見 あなたの町おこしスペシャル』がBSプレミアムで放送される。
東北Z（総合、東北地方限定放送）
10月11日放送分（青森県のみ10月25日放送）では「あまちゃんの舞台 三陸鉄道をゆく」と題して、本作品の映像を交えながら、震災から3年目を迎えた三陸鉄道と沿線で明るくたくましく暮らす人々を、春、夏、秋と取材したドキュメントを放送。語りは宮本信子。制作は仙台局。
明日へ 1min.「あまちゃん 岩手をゆく」]（総合）
NHK東日本大震災プロジェクトの一環として、能年玲奈がNHKスマイルキャラバンと一緒に岩手県沿岸部の小・中学校や仮設住宅、仮設商店街を9月21日から9月24日に訪問した模様を、10月14日・10月17日・10月18日・10月21日・10月22日に放送。また、10月20日には6本分をまとめて一挙放送。
突撃!アッとホーム（総合）
10月19日放送分は「あまちゃんSP」として、9月23日に岩手県大船渡市の三陸鉄道南リアス線盛駅前で行われたイベントで鉄道員たちが「暦の上ではディセンバー」のダンスを披露。途中から能年玲奈がサプライズゲストとして飛び入り参加。12月21日放送分の「"幸せサプライズ" 年末スペシャル」でも未公開シーンを加えて再放送された。また、12月27日には岩手県限定で、10月の放送内容を再構成した特別版が放送された。
国民総参加クイズSHOW! QB47（総合）
12月29日放送分は「紅白! 大河! 朝ドラ! ソチ五輪! 全部クイズにしちゃいましたスペシャル」。能年玲奈がVTRで「あまちゃんクイズ」と題して2問出題。
アジアじぇじぇじぇ紀行（BSプレミアム）
2015年3月22日放送（2015年4月5日再放送）。日本放送後に東南アジアを中心に放送された各国での反響をレポート。番組司会はマギー、レポーター役で渡辺えり、木野花、蔵下穂波が出演。
他にも民放では、テレビ東京『出没!アド街ック天国』（8月10日放送、木野花と岩手県久慈市出身の水無昭善がゲスト出演）、CBC制作・TBS『旅ずきんちゃん 〜全日本のほほ〜ん女子会〜』（12月1日放送、渡辺えりが案内役）など複数の旅番組で、ロケ地となった岩手県久慈市周辺を紹介する内容を放送しているほか、本作品の出演者がテレビやラジオでドラマのエピソードを語っている。
総決算！平成紅白歌合戦（総合、2019年4月29日)
これぞ紅白！SPステージで、潮騒のメモリーズから、天野春子（小泉今日子）、鈴鹿ひろ美（薬師ひろ子）への「潮騒のメモリー」の歌のリレーシーンが紹介された。

### 特別編・第157回「おら、紅白出るど」
2013年12月31日放送の『第64回NHK紅白歌合戦』では、ゲスト審査員として宮本信子と宮藤官九郎が参加したほか、番組内で「あまちゃん」"特別編"と題した企画ステージが設けられた。宮藤による書き下ろし脚本をもとに、吉田照幸を中心とした「あまちゃん」スタッフによる演出が行われ、音楽も大友良英が手がけるとともに、企画ステージ本編全体であまちゃんスペシャルビッグバンドによる生演奏をバックに展開された。
前半には「北三陸市からの生中継」として、北三陸駅前と忘年会中の「スナック梨明日」からの寸劇を挿入。吉田正義（荒川良々）がレポーター役を務め、北三陸編のレギュラー陣の多くが出演した（出演者については第64回NHK紅白歌合戦#あまちゃん特別編を参照）。
企画ステージの本編は後半に行われた。冒頭では"GMTスペシャルユニット feat.アメ横女学園"として、11名による「暦の上ではディセンバー」が歌われる。歌が終わるとアキが足立ユイ（橋本愛）を観客に紹介し、中継でつながっていた「スナック梨明日」のユイを「こっち来て一緒に歌うべ」と招く と、オープニングテーマの生演奏と共にステージ上のスクリーンにオープニング映像が流れだし、『第157回「おら、紅白出るど」』のクレジットを表示。その後、黒川正宗（尾美としのり）のタクシーでユイがNHKホールに駆けつける。ステージに揃った二人は"潮騒のメモリーズ"として「潮騒のメモリー」を歌唱し、1番が終わったところで天野春子（小泉今日子）が登場して2番を歌唱。歌が終わったところでセリが上がって着物姿の鈴鹿ひろ美（薬師丸ひろ子）が登場し、ストリングスをバックに「潮騒のメモリー」を歌唱。最後には出演者全員が登場して「地元に帰ろう」の合唱が行われ、宮本と宮藤が座る審査員席の後ろにヒビキ一郎（村杉蝉之介）が潜んでいた、というオチで締めくくられた。最後にはアキが視聴者とロケ地の人々にお礼を述べて、連続テレビ小説の1回分と同じ15分ちょうどで構成された企画ステージを終えた。
また、オープニングではあまちゃんスペシャルビッグバンドの生演奏に合わせて、アキが銅鑼で演奏に参加 するなど、『あまちゃん』関連で4時間25分の放送時間のうち約30分を費やし、各メディアが「あまちゃんが“復活”」「あまちゃん祭り」「あまちゃんが紅白をジャック」との表現でこれを伝えた。
2014年3月1日より、前半の寸劇と後半のステージ本編を組み合わせたものが「あまちゃん特別編 157回 おら、紅白出るど」としてNHKオンデマンド（特選見放題パック契約者限定）で配信されている。番組の一部分のみを抜き出しての配信は今回が初めてのケースとなる。
なお、紅白で朝ドラの特別編を放送する事例は1985年の『第36回NHK紅白歌合戦』において、同年上半期の『澪つくし』の特別編を放送して以来28年ぶりだった。

### パロディ
ピカルの定理（フジテレビ）
当作品からのパロディコントとして、この番組の司会者の一人・渡辺直美が主演する「なおちゃん」というコーナーがある。5月22日・6月5日・7月10日放送分では、その中で天野アキのパロディで海女修行をする天野まりやなる人物を西内まりやが演じている。
LIFE!〜人生に捧げるコント〜（総合）
8月20日放送分で「あまちゃん 知られざるその裏側」と「注文の多いラーメン屋」のコント2作品に宮藤官九郎が出演。アキを内村光良がパロディにして演じ、本作品のオープニングも再現された。また、出演者によるスタジオトークも展開された。
垣花正のあなたとハッピー!（ニッポン放送）
8月26日から30日の5日間、東島衣里主演のパロディ、朝の連続ラジオ小説『あなちゃん』というコーナーがあった。

### 関連キャンペーン
日本中が元気になる! 全国「あまちゃん」マップ あなたの町おこしキャンペーン
NHKが2013年8月から展開のキャンペーン企画。全国の視聴者から『あまちゃん』のような「町や学校の人気者」や「ご当地グルメ」、「全国に見せたい町の名物や観光スポット」などを投稿してもらい、その情報を基として、独自のミニ番組『ゆうどきネットワーク』や各地域の番組などで紹介した。
また、全国各地のご当地アイドルから各道府県ごとに1組、東京都からは2組が選ばれ「あまちゃんマップサポーター」に任命され、各地域の放送などでキャンペーンをPRした。
このプロジェクトは2014年度も「恋する地元キャンペーン」と改題したうえで継続して行われた。各都道府県から1組ずつ、ご当地アイドルが選ばれ（一部のユニットは2013年から継続）「恋ジモサポーター」としてキャンペーンのPRを行った。
秋のさんてつ祭り「あま絵」イラストコンテスト
三陸鉄道が本作品の思い出の一場面を題材にしたイラスト「あま絵」のコンテストの募集を10月1日から28日に実施。作品は11月3日開催の「第5回秋のさんてつ祭り」の会場、三陸鉄道久慈駅で表彰され、その後、久慈駅や、NHK盛岡放送局（12月10日-12月25日）に展示される。また、三陸鉄道のブログでも公開される。

## 関連商品

### 映像ソフト
連続テレビ小説では初めてBlu-ray Disc版が発売された。発売元はNHKエンタープライズ、販売元は東映・東映ビデオ（総集編のみ販売元はNHKエンタープライズ）。
| タイトル                                           | 発売日        | 備考                                                                             |        |        |
| 完全版                                             | 完全版        | 完全版                                                                           | 完全版 | 完全版 |
| -------------------------------------------------- | ------------- | -------------------------------------------------------------------------------- | ------ | ------ |
| 連続テレビ小説 あまちゃん 完全版 Blu-ray/DVD BOX 1 | 2013年9月27日 | 第1週から第8週までを収録。特典映像およびブックレット、オリジナルグッズを封入。   |        |        |
| 連続テレビ小説 あまちゃん 完全版 Blu-ray/DVD BOX 2 | 2013年11月8日 | 第9週から第16週までを収録。特典映像およびブックレット、オリジナルグッズを封入。  |        |        |
| 連続テレビ小説 あまちゃん 完全版 Blu-ray/DVD BOX 3 | 2014年1月10日 | 第17週から最終週までを収録。特典映像およびブックレット、オリジナルグッズを封入。 |        |        |
| 総集編                                             |               |                                                                                  |        |        |
| 連続テレビ小説 あまちゃん 総集編 Blu-ray/DVD BOX   | 2014年4月25日 | 特典映像およびオリジナルグッズを封入。                                           |        |        |

### 公式書籍
シナリオ集
- NHK連続テレビ小説「あまちゃん」完全シナリオ集（角川マガジンズ） 各巻2013年11月30日発売。
  - 第1部（第1回から第72回まで）ISBN 978-4-04-731900-4
  - 第2部（第73回から第156回まで）ISBN 978-4-04-731901-1

- NHK連続テレビ小説 あまちゃん（BOOK☆WALKER） 電子書籍全26巻2013年11月26日より順次発売
  - 電子書籍・BOOK☆WALKER版、Amazon Kindle版、Apple iBooks版、楽天kobo版、紀伊國屋書店kinoppy版
  - 全26巻（各巻につき1週分とし全26週分を収録）、各巻にそれぞれ出演者によるコメントを収録。

オフィシャルブック
- NHKドラマ・ガイド 連続テレビ小説 あまちゃん （NHK出版）
  - Part1、2013年3月25日発売、ISBN 978-4149235639
  - Part2、2013年7月30日発売、ISBN 978-4149235646

- NHK連続テレビ小説 あまちゃん 能年玲奈 featuring 天野アキ 完全保存版 （NHK出版）2013年8月29日発売 ISBN 978-4140816110
- NHKウイークリーステラ臨時増刊10月30日号 あまちゃんメモリアルブック  （NHKサービスセンター）2013年9月18日発売

### 関連書籍
あまちゃんファンブック おら、「あまちゃん」が大好きだ!
扶桑社、2013年8月28日発売、ISBN 978-4594069025
第16週までの内容を細かく解説した「おさらいレビュー」や、プロアマ問わず漫画家たちがTwitter上に投稿した「あま絵傑作選」などを収めたファンブック。ドラマ関係者サイドは本書の制作に関与していないが、内容確認のためにNHKエンタープライズが制作協力している。
あまちゃんファンブック2 おら、やっぱり「あまちゃん」が大好きだ!
扶桑社、2013年11月30日発売、ISBN 978-4594069452
上記書籍の第2弾。
あまちゃんメモリーズ
文藝春秋×PLANETS、2013年10月31日発売、ISBN 978-4-16-376770-3
各界論客の『あまちゃん』語りと描き下ろし「あま絵」夢の競演。表紙および巻頭インタビューは有村架純。
連続テレビ小説読本
洋泉社、2014年9月26日発売、ISBN 978-4800304940
NHK、連続テレビ小説の特集本。第一章の「朝ドラを変えた21世紀の重要作」としてピックアップした5作品の内で「あまちゃん」を紹介。
岡室美奈子や達増拓也岩手県知事の寄稿、渡辺えりのインタビューなどを収録。
表紙および内容には、NHKより『あまちゃん』を含む複数の朝ドラ作品の写真提供を受けている。
朝ドラの55年 - 全93作品完全保存版
NHK出版、2015年10月17日発売、ISBN 978-4144072130
NHKドラマ番組部監修で1961年から2015年までの連続テレビ小説93作品を紹介。
『あまちゃん』からは作品紹介の他、能年玲奈、福士蒼汰のインタビュー、久慈市のロケ地などを掲載。